# Józef Piłsudski
Józef Klemens Piłsudski (pronunție poloneză: [ˈjuzɛf ˈklɛmɛns pʲiwˈsutski]; n. 5 decembrie 1867, Zalavas, uezdul Svențeanski⁠(d), gubernia Vilna, Imperiul Rus – d. 12 mai 1935, Varșovia, Polonia) a fost un om politic și comandant militar polonez. A fost șef de stat  între 1918–22 și conducător de facto (1926–35) al celei de a Doua Republici Polone. Pe linie militară a fost primul mareșal al Poloniei⁠(d) (din 1920) și ministru al apărării⁠(d). De la jumătatea Primului Război Mondial, a avut o influență majoră în politica Poloniei, fiind, totodată, și o figură importantă a scenei politice europene. A fost persoana cu cele mai mari merite în crearea celei de A Doua Republici Polone în 1918, la 123 de ani după ce fusese împărțită și anexată de Rusia, Austria și Prusia.
Autocaracterizându-se drept un descendent al culturii și tradițiilor polono-lituaniane, Piłsudski a crezut într-o Polonie multiculturală - o casă a națiunilor, recunoscând numeroasele grupuri etnice și religioase care se aflau într-o puternică alianță istorică cu statele independente Lituania și Ucraina. Principalul său adversar, Roman Dmowski, cerea un stat independent al Poloniei redus la pământurile istorice ale Coroanei⁠(d) și fondat în principal pe un demos etnic polonez și pe identitatea romano-catolică.
La începutul carierei sale politice, Piłsudski a devenit lider al Partidului Socialist Polonez⁠(d). Ajungând la concluzia că independența Poloniei va trebui câștigată prin forța armelor, el a creat Legiunile Poloneze⁠(d). În 1914, el a anticipat izbucnirea unui război european, înfrângerea Imperiului Rus de către Puterile Centrale, și înfrângerea Puterilor Centrale de către puterile occidentale. Când a izbucnit Primul Război Mondial, el și Legiunile sale au luptat sub controlul armatei austriece împotriva Rusiei. În 1917, când Rusia începuse să sufere în război, și-a retras sprijinul acordat Puterilor Centrale și a fost arestat de germani.
Din noiembrie 1918, când Polonia și-a redobândit independența, până în 1922, Piłsudski a fost șef de stat al Poloniei.
În 1919-21, a comandat forțele polone în șase războaie de frontieră care au modelat națiunea polonă. Forțele lui păreau aproape învinse în Războiul Polono-Sovietic când s-a dat bătălia pentru Varșovia în august 1920. În „miracolul de pe Vistula”, ele au distrus cinci armate rusești și au salvat Polonia. În 1923 s-a retras din politica activă, pentru că guvernul era dominat de adversarii săi, în special de Național-Democrați⁠(d). Trei ani mai târziu, el a revenit la putere după lovitura de stat din mai 1926, și a devenit omul forte (în practică un dictator militar) al Poloniei. De atunci și până la moartea sa în 1935, s-a preocupat în primul rând de chestiunile militare și afacerile externe.
Piłsudski a urmărit, cu diferite grade de intensitate, două strategii complementare, menite să consolideze securitatea Poloniei: „prometeismul”, care viza dezmembrarea, succesiv, a Rusiei Imperiale și ulterior a Uniunii Sovietice în națiunile constituente; și crearea unei federații „Intermarium”, cuprinzând Polonia și alte state independente situate în spațiul geografic dintre Marea Baltică și Marea Neagră, plasată geopolitic între Germania și Rusia. Obiectivul principal al federației Intermarium ar fi fost acela de a garanta un echilibru de putere durabil în Europa Centrală, precum și asigurarea existenței națiunilor din această regiune, împotriva presiunilor imperialiste, atât din vest cât și din est.
Între 1945 și 1989, subiectele legate de persoana și viața lui Piłsudski au fost unele din multele teme interzise de regimul comunist polonez. Wandycz⁠(d) îl caracterizează ca „un înflăcărat patriot polonez, care uneori îi mustra pe compatrioți pentru prostia, lașitatea, sau slugărnicia lor. El se autodefinea ca lituanian polonez⁠(d), și era încăpățânat și rezervat, reținut în a-și arăta emoțiile.” Astăzi, deși unele aspecte ale dominației sale politice rămân controversate, memoria lui Piłsudski este ținută la mare cinste în Polonia. Împreună cu adversarul său, Roman Dmowski, el este privit ca un părinte al națiunii poloneze moderne.

## Biografie

### Viața timpurie

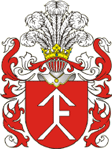
Stema familiei Piłsudski

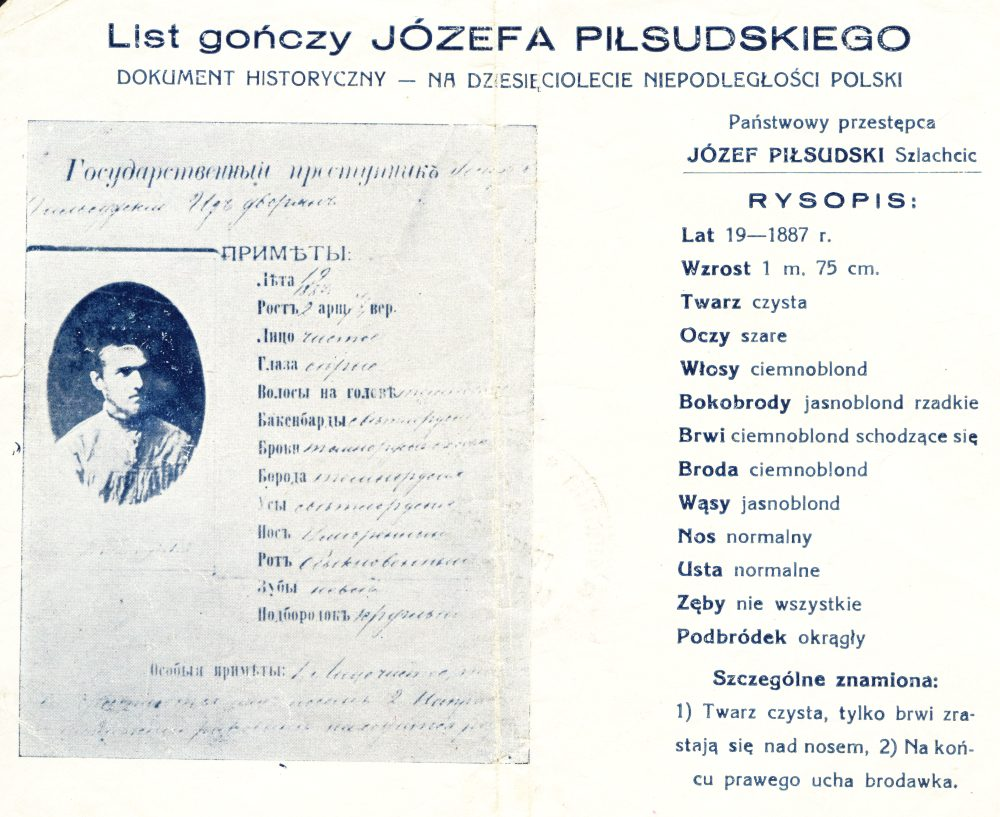
Reproducerea din 1928 a unui afiș din 1887 din Rusia Țaristă care cerea capturarea lui Piłsudski, distribuit (probabil de către inamicii săi politici) „la a 10-a aniversare a independenței Poloniei”:

Viitorul om de stat s-a născut la 5 decembrie 1867 în familia nobiliară medievală Piłsudski⁠(d), la conacul numit Zułów de lângă satul Zułowo (astăzi, Zalavas, Districtul municipal Švenčionys⁠⁠(d), Lituania), în Imperiul Rus, căruia îi aparținea din 1795 respectivul teritoriu al fostei Uniuni Polono-Lituaniene. Moșia făcea parte din zestrea adusă de mama sa, Maria, care provenea din bogata familie Billewicz. Familia Piłsudski, deși scăpătată, prețuia tradițiile patriotice poloneze și a fost caracterizată fie ca poloneză, fie ca lituaniană polonizată. Józef a fost al doilea fiu născut în familie.

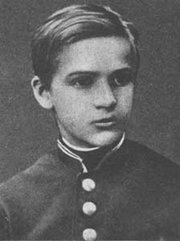
Piłsudski, elev

În timpul cât a studiat la gimnaziul rusesc din Wilno (astăzi, Vilnius, Lituania), Józef nu s-a remarcat ca un elev deosebit de sârguincios. Unul dintre cei mai tineri studenți polonezi la acest gimnaziu a fost viitorul liderul comunist rus Feliks Dzierżyński, care mai târziu avea să devină inamicul lui Piłsudski.
Împreună cu frații lui, Adam, Bronisław și Jan, Józef a fost învățat de către mama sa, Maria, născută Billewicz, istoria și literatura poloneză, al căror studiu era interzis de către autoritățile ruse. Tatăl său, pe care îl chema tot Józef, luptase în revolta din ianuarie 1863 împotriva stăpânirii rusești asupra Poloniei.
Familia sa nu era de acord cu politicile de  rusificare ale guvernului țarist. Tânărul Józef detesta profund participarea la slujbele ortodoxe ruse și a părăsit școala cu o aversiune nu numai față de țarul rus și imperiul său, dar și pentru cultura rusă, pe care o cunoștea acum bine.
În 1885, Piłsudski a început să studieze medicina la Universitatea din Harkov⁠(d) (astăzi, Harkiv, Ucraina), unde s-a implicat în Narodnaia Volea⁠(d), o parte a mișcării revoluționare rusești a  narodnicilor⁠(d). În 1886, a fost suspendat pentru participarea la demonstrații studențești. A fost apoi respins de Universitatea din Dorpat (astăzi, Tartu, Estonia), ale cărei autorități fuseseră informate de afilierea sa politică. La 22 martie 1887, a fost arestat de către autoritățile țariste sub acuzația de complot cu socialiștii din Vilnius în vederea asasinării țarului Alexandru al III-lea. De fapt, principala legătură a lui Piłsudski cu complotul era implicarea fratelui său mai mare, Bronisław. Bronisław Piłsudski⁠(d) a fost condamnat la cincisprezece ani de muncă silnică⁠(d) (katorga) în Siberia de est.
Józef a primit o sentință mai blândă: cinci ani de exil în Siberia, mai întâi la Kirensk⁠(d) pe Râul Lena, apoi la Tunka⁠(d). În timp ce era transportat într-un convoi de deținuți către Siberia, Piłsudski a fost reținut timp de mai multe săptămâni într-o închisoare din Irkutsk. Acolo, a luat parte la ceea ce autoritățile au considerat a fi o revoltă: după ce unul dintre deținuți a insultat un paznic și a refuzat să-și ceară scuze, el și alți deținuți politici au fost bătuți de gardieni pentru sfidare; Piłsudski a pierdut doi dinți și apoi a participat la o grevă a foamei până când autoritățile le-au reacordat deținuților politici privilegiile care fuseseră suspendate după incident. Pentru implicarea sa, el a fost condamnat în anul 1888, la șase luni de închisoare. Și-a petrecut prima noapte de încarcerare în frigul siberian, la o temperatură de sub -40 de grade Celsius, noapte în urma căreia s-a îmbolnăvit și era să moară, rămănând cu probleme de sănătate toată viața.
În timpul anilor de exil în Siberia, Piłsudski a întâlnit mulți sîbiraki, între care și Bronisław Szwarce⁠(d), care aproape devenise un lider al revoltei din ianuarie 1863. I s-a permis să practice o muncă aleasă de el, și și-a câștigat traiul dând meditații la matematică și limbi străine copiilor localnici (știa franceză, germană și lituaniană în plus față de limba rusă și poloneza maternă; mai târziu avea să învețe și limba engleză). Oficialitățile locale au hotărât că el nu are dreptul la alocația de 10 ruble primită de majoritatea celorlalți exilați, fiind nobil polonez.
În 1892 Piłsudski s-a întors din exil și s-a stabilit în conacul Adomavas de lângă Teneniai (astăzi, în comuna Šilalė). În 1893, a intrat în Partidul Socialist Polonez (PPS) și a ajutat la organizarea filialei lituaniene a acestuia. Inițial, el s-a aliat cu aripa mai radicală a socialiștilor, dar, în ciuda internaționalismului mișcării socialiste, el a rămas un naționalist polonez. În 1894, ca redactor-șef, a început publicarea unui ziar socialist underground, cu titlul Robotnik⁠(d) („Muncitorul”); el avea să fie și unul din principalii redactori ai acestuia și, la început, și tipograf⁠(d). În 1895, el a devenit un lider al PPS, și a adoptat poziția că problematica doctrinară este de importanță minoră și că ideologia socialistă ar trebui să fuzioneze cu cea naționalistă, deoarece această combinație oferă cea mai mare șansă de a restaura independența Poloniei.

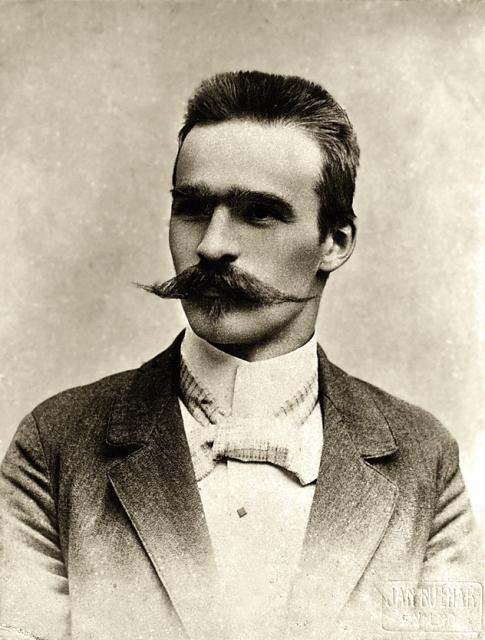
Piłsudski în 1899

La 15 iulie 1899, în timp ce acționa în clandestinitate, Piłsudski s-a căsătorit cu o colegă, tot organizatoare socialistă, Maria Juszkiewiczowa⁠(d) (născută Koplewska). Conform principalului său biograf, Wacław Jędrzejewicz, căsătoria a fost de natură mai puțin romantică și mai degrabă pragmatică. Ambii erau foarte implicați mișcările socialiste și pentru independență. Tipografia „Robotnik” se afla în apartamentul lor la început la Wilno, apoi la Łódź. Pretextul unei vieți de familie obișnuite îi ferea de bănuieli. Legislația rusă proteja, de asemenea, o soție de urmărirea penală pentru activitatea ilegală a soțului ei. Căsătoria s-a deteriorat atunci când, câțiva ani mai târziu, Piłsudski a început o relație cu o tânără socialistă, Aleksandra Szczerbińska⁠(d). Maria a murit în 1921, iar în luna octombrie a acelui an, Piłsudski s-a căsătorit cu Aleksandra. La acea dată, cei doi aveau deja două fiice, Wanda⁠(d) și Jadwiga.
În februarie 1900, după ce autoritățile ruse au găsit tiparnița clandestină Robotnik de la Łódź, Piłsudski a fost încarcerat la cetatea Varșovia⁠(d). După ce a mimat o boală psihică în mai 1901, el a reușit însă să evadeze dintr-un spital de boli mintale din Sankt Petersburg, cu ajutorul unui medic polonez, Władysław Mazurkiewicz⁠(d), și al altora, fugind în Galiția, pe atunci parte a Austro-Ungariei.
La acea dată, atunci când aproape toate partidele din Lituania și Polonia rusească abordau o poziție conciliantă față de Imperiul Rus și vizau negocierea unei autonomii limitate pentru Polonia, PPS-ul lui Piłsudski era singura forță politică pregătită să lupte împotriva Imperiului pentru independența Poloniei și să recurgă la violență pentru a-și atinge scopul.
La izbucnirea Războiului Ruso-Japonez (1904-1905), în vara anului 1904, Piłsudski a călătorit la Tokyo, Japonia, unde a încercat fără succes să obțină asistența acestei țări pentru o revoltă populară în Polonia. El s-a oferit să furnizeze Japoniei informații în sprijinul războiului acesteia cu Rusia, și a propus crearea unei Legiuni Poloneze formată din polonezi, recrutați în armata rusă și căzuți prizonieri la japonezi. El a propus și proiectul „prometeic”, având ca scop destrămarea Imperiului Rus — un obiectiv pe care a continuat să-l urmărească și mai târziu. La întâlnirea cu Yamagata Aritomo⁠(d), el a sugerat că declanșarea unui război de gherilă în Polonia ar distrage atenția Rusiei, și a cerut ca Japonia să-l aprovizioneze cu arme. Deși diplomatul japonez Hayashi Tadasu⁠(d) vedea planul cu ochi buni, guvernul japonez, inclusiv Yamagata, erau mai sceptici.
Rivalul lui Piłsudski, Roman Dmowski, a călătorit în Japonia, unde a combătut planul lui Piłsudski, depunând eforturi pentru a descuraja guvernul japonez să susțină în acest moment o revoluție polonă, care Dmowski simțea că ar fi sortită eșecului. Dmowski, el însuși patriot polonez, avea să rămână rivalul politic al lui Piłsudski până la sfârșitul vieții acestuia din urmă. În cele din urmă, Japonezii i-au oferit lui Piłsudski mult mai puțin decât ar fi sperat; el a primit ajutorul Japoniei la achiziționarea de arme și muniții pentru PPS și pentru gruparea sa paramilitară, dar japonezii au refuzat propunerea de formare a Legiunii.
În toamna anului 1904, Piłsudski a format o unitate paramilitară (Organizația de Luptă a Partidului Socialist Polonez⁠(d), sau bojówki) cu scopul de a crea o mișcare de rezistență⁠(d) armată împotriva autorităților ruse. PPS a organizat tot mai multe demonstrații, în special în Varșovia; la 28 octombrie 1904, Cavaleria Cazacă rusă a atacat o demonstrație și, ca represalii, în timpul unei demonstrații din 13 noiembrie, gruparea paramilitară a lui Piłsudski a deschis focul asupra poliției și armatei ruse. Concentrându-și inițial atenția pe spioni și informatori, în martie 1905, gruparea paramilitară a început să folosească bombe pentru a asasina anumiți ofițeri de poliție ruși.
În timpul Revoluției Ruse din 1905, Piłsudski a jucat un rol important în evenimentele din Polonia Congresului. La începutul anului 1905, el a ordonat PPS să declanșeze greva generală; aceasta a implicat aproximativ 400.000 de muncitori și a durat două luni până când a fost înfrântă de către autoritățile ruse. În iunie 1905, Piłsudski a trimis ajutor paramilitar unei revolte din Łódź. În timpul „zilelor din iunie”, așa cum avea să fie cunoscută revolta din Łódź, au fost ciocniri armate între forțele paramilitare ale lui Piłsudski și persoane înarmate, loiale lui Dmowski și național-democraților⁠(d). La 22 decembrie 1905, Piłsudski a lansat un apel la revoltă adresat tuturor muncitorilor polonezi; apelul a fost însă în mare parte ignorat.
Spre deosebire de național-democrați, Piłsudski a cerut PPS să boicoteze alegerile pentru Prima Dumă. Această decizie, împreună cu hotărârea lui de a încerca să câștige independența Poloniei prin revolte, a provocat tensiuni în cadrul PPS, iar în noiembrie 1906, partidul s-a divizat din cauza hotărârilor lui Piłsudski. Facțiunea sa a ajuns să fie numită „Facțiunea Bătrânilor” sau „Gruparea Revoluționară” („Starzy” sau „Frakcja Rewolucyjna⁠(d)”), în timp ce adversarii lor au fost cunoscut sub numele de „Facțiunea Tânără”, „Facțiunea Moderată” sau „de Stânga” („Młodzi”, „Frakcja Umiarkowana”, „Lewica”). „Tinerii” simpatizau cu social-democrații din Regatul Poloniei și Lituania⁠(d) și credeau că trebuie să se acorde prioritate cooperării cu revoluționarii ruși pentru răsturnarea regimului țarist și crearea unei utopii socialiste care ar facilita negocierile pentru independență.
Piłsudski și susținătorii săi din Gruparea Revoluționară au continuat să pună la cale o revoluție împotriva Rusiei Țariste, care ar fi asigurat independența Poloniei. La 1909 facțiunea avea să fie din nou majoritară în PPS, și Piłsudski avea să rămână unul dintre cei mai importanți lideri ai PPS până la izbucnirea Primului Război Mondial.
Piłsudski a anticipat izbucnirea unui război european și necesitatea de a organiza nucleul unei viitoare Armate Poloneze, care putea ajuta la câștigarea independenței Poloniei față de cele trei imperii care o  împărțiseră și o șterseseră de pe harta lumii în secolul al XVIII-lea. În 1906, cu complicitatea autorităților austriece, Piłsudski a fondat o școală militară la Cracovia pentru formarea de unități paramilitare. Numai în 1906, cei 800 de paramilitari, care operau în cinci echipe în Polonia Congresului, uciseseră 336 de oficiali ruși; în anii următori, numărul de victime a scăzut, dar numărul paramilitarilor a crescut la aproximativ 2.000 în 1908.
Forțele paramilitare au și jefuit transporturile rusești de bani ce plecau din teritoriile poloneze. În noaptea de 26/27 septembrie 1908, ei au jefuit un tren rusesc de poștă care transporta veniturile fiscale de la Varșovia la Sankt Petersburg. Piłsudski, care a luat parte la acest raid de la Bezdany⁠(d) în apropiere de Vilnius, a folosit fondurile astfel „expropriate” pentru a-și finanța organizația militară secretă. Prada din acest singur raid (200.812 de ruble) era o avere la acea dată și era egală cu prada întregii grupări paramilitare din cei doi ani precedenți.

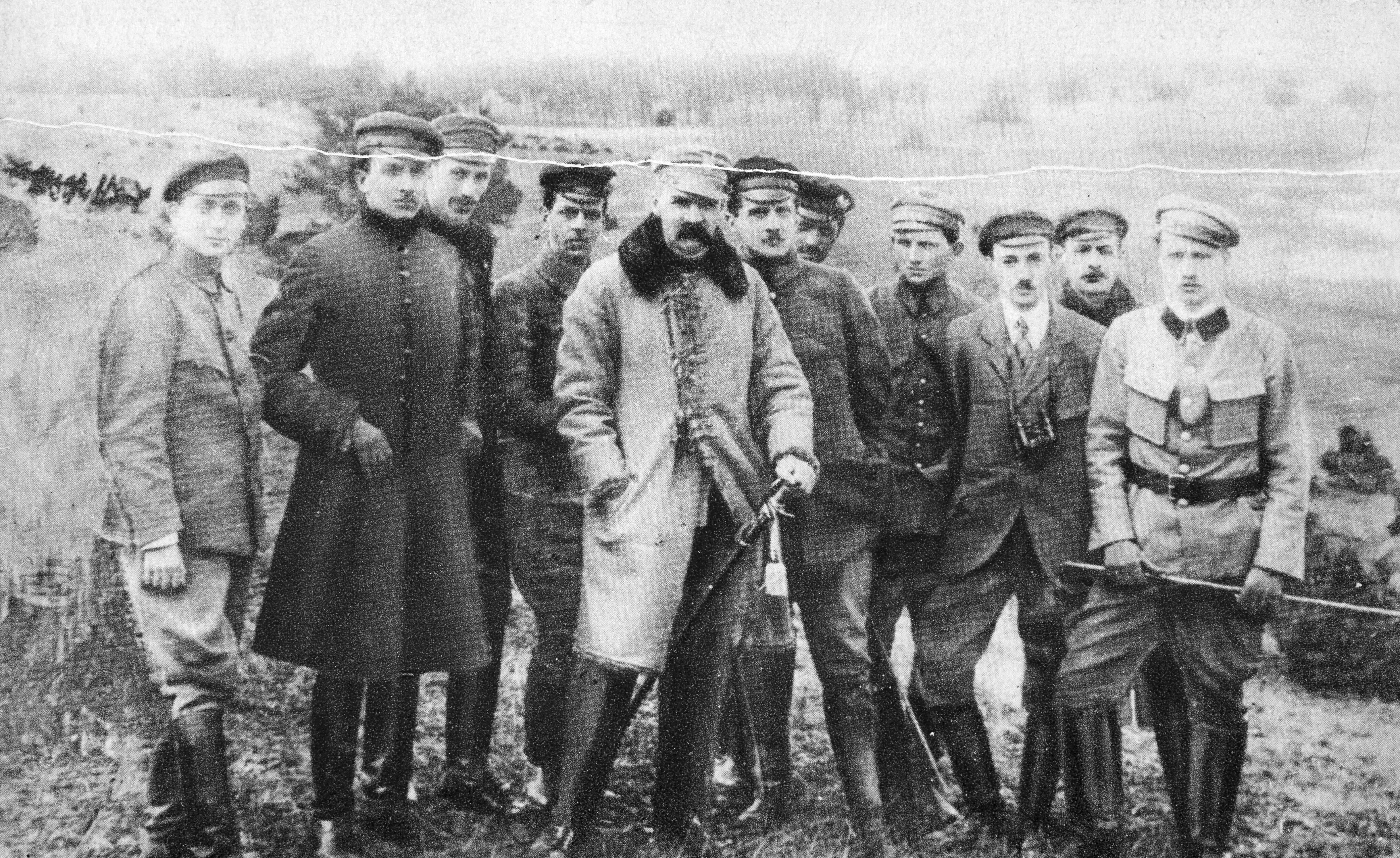
Józef Piłsudski cu Comandamentul Suprem al Organizației Militare Polone în 1917

În 1908, Piłsudski a transformat unitățile paramilitare într-o „Asociație pentru Lupta Activă” (Związek Walki Czynnej⁠⁠(d), sau ZWC), condusă de trei dintre colegii săi, Władysław Sikorski, Marian Kukiel⁠(d) și Kazimierz Sosnkowski⁠(d). Unul din obiectivele principale ale ZWC era acela de a instrui ofițerii și subofițerii unei viitoare Armate Poloneze.
În 1910, au fost înființate oficial două organizații paramilitare poloneze, în zonă aflată sub stăpânire austriacă – una la Lwów (astăzi, Lviv, Ucraina) și una în Cracovia – pentru a efectua pregătirea în științe militare⁠(d). Cu permisiunea autorităților austriece, Piłsudski a fondat o serie de „cluburi sportive”, ulterior și „asociații de tir”, care serveau drept acoperire pentru pregătirea unei forțe militare polone. În 1912, Piłsudski (folosind pseudonimul, „Mieczysław”) a devenit comandant-șef al unei asociații de tir (Związek Strzelecki), care în 1914 ajunsese la 12.000 de membri. În 1914, Piłsudski a declarat că „numai sabia mai poartă acum vreo greutate în balanța pentru destinul unei națiuni.”

### Primul Război Mondial
La o reuniune la Paris, în 1914, Piłsudski a profețit că în iminentul război, pentru ca Polonia să-și recâștige independența, Rusia trebuie să fie învinsă de Puterile Centrale (Austro-Ungaria și Imperiul German), și ca cele din urmă să fie la rândul lor învinse de către Franța, Marea Britanie și Statele Unite ale Americii. Roman Dmowski, rivalul lui Piłsudski, credea, dimpotrivă, că cel mai bun mod de a realiza o Polonie unită și independentă era să sprijine Antanta împotriva Puterilor Centrale.

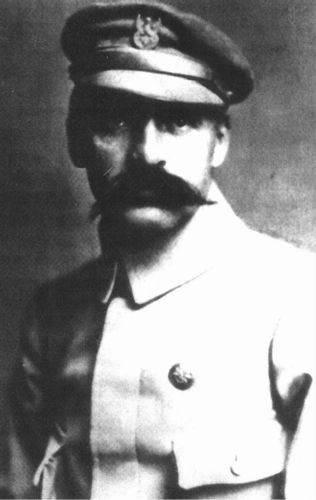
Piłsudski în Primul Război Mondial (1914)

La izbucnirea Primului Război Mondial, la 3 august, la Cracovia, Piłsudski a format o mică unitate militară de cadre, Prima Companie de Cadre⁠(d), formată din membrii Asociației de Pușcași și ai Escadrilelor Polone de Pușcași. În aceeași zi, o unitate de cavalerie, sub comanda lui Władysław Belina-Prażmowski⁠(d), a fost trimisă pentru recunoaștere peste granița cu Rusia, chiar înainte de declararea oficială a stării de război între Austro-Ungaria și Rusia, care a urmat pe 6 august.
Strategia lui Piłsudski a fost de a-și trimite forțele spre nord peste graniță, în Polonia rusească, într-o zonă pe care Armata Rusă o evacuase, în speranța de a pătrunde până la Varșovia și de a declanșa o revoluție națională. Cu forțele sale limitate, în acele zile de început, el și-a susținut ordinele cu sancțiunea unui „Guvern Național din Varșovia” fictiv, și a interpretat și forțat ordinele austriece la maxim, luând inițiative, înaintând și stabilind instituții poloneze în orașele eliberate, în timp ce Austriecii îi considerau forțele ca fiind bune numai pentru recunoaștere sau pentru sprijinul formațiunilor austriece principale. Pe 12 august 1914, forțele lui Piłsudski au cucerit orașul Kielce, din giubernia Kielce, dar Piłsudski a găsit o populație mai puțin favorabilă acțiunilor sale decât se aștepta.
Curând după aceea, el a înființat oficial Legiunile Poloneze⁠(d), luând personal comanda Primei Brigăzi⁠(d) a acestora, pe care avea să o conducă la succese în mai multe bătălii victorioase. De asemenea, el a informat în secret guvernul britanic în toamna anului 1914 că Legiunile sale nu se vor lupta cu Franța sau cu Marea Britanie, ci doar cu Rusia.

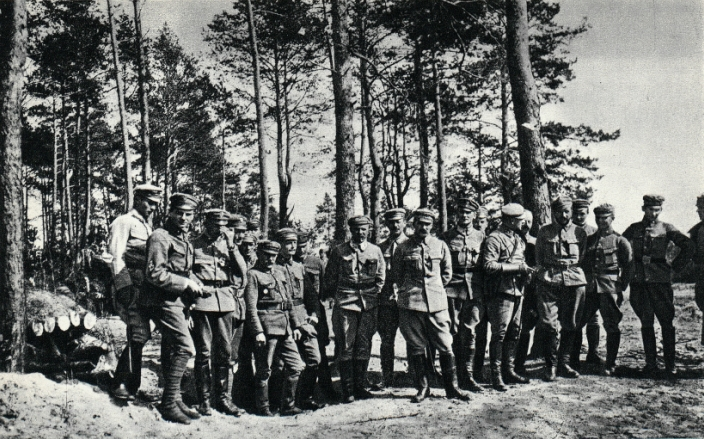
Piłsudski și ofițerii săi, 1915

Piłsudski a decretat ca personalul Legiunilor să folosească apelativul „cetățene” (Obywatel), inspirat din Revoluția Franceză, și el însuși era numit „Comandantul” („Komendant”). Piłsudski se bucura de un respect și de o loialitate extreme din partea oamenilor lui, situație care avea să se mențină în anii ce aveau să vină. Legiunile Poloneze au luptat împotriva Rusiei de partea Puterilor Centrale până în 1917. Curând după formarea Legiunilor, tot în 1914, Piłsudski a înființat o altă organizație, Organizația Militară Poloneză (Polska Organizacja Wojskowa), care a servit ca precursoare a agenției poloneze de informații și a fost gândită pentru a efectua misiuni de spionaj și sabotaj.

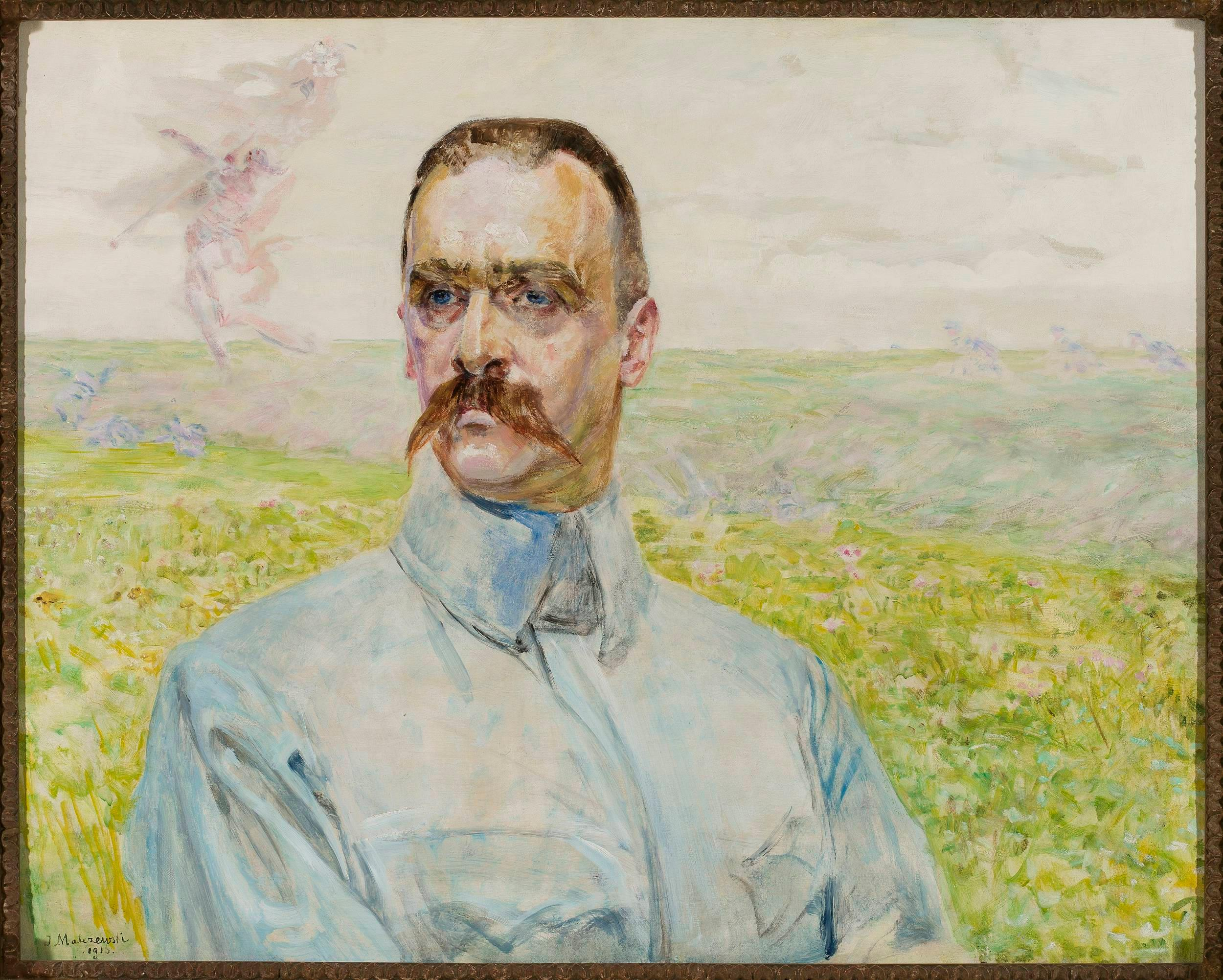
Piłsudski. Pictură de Jacek Malczewski, 1916

La mijlocul anului 1916, după Bătălia de la Kostiuchnówka⁠(d) (4–6 iulie 1916), în care Legiunile poloneze au întârziat o ofensivă rusească, cu prețul a peste 2000 de victime, Piłsudski a cerut ca Puterile Centrale să emită o garanție de independență pentru Polonia. El a susținut această cerere cu o amenințare cu demisia sa și a mai multor ofițeri ai Legiunii. La 5 noiembrie 1916, Puterile Centrale au proclamat „independența” Poloniei, în speranța de a crește numărul de trupe poloneze, care să poată fi trimise pe frontul de est împotriva Rusiei, reducând astfel presiunile asupra forțelor germane care puteau fi acum mutate pe frontul de vest.
Piłsudski a acceptat să servească în Regența Regatului Poloniei creat de Puterile Centrale, și a acționat ca ministru de război⁠(d) în guvernul de regență; ca atare, el a fost responsabil de Polska Siła Zbrojna. După Revoluția Rusă de la începutul lui 1917, și având în vedere agravarea situației Puterilor Centrale, Piłsudski a luat o atitudine din ce în ce mai intransigentă, insistând asupra ca oamenii lui să nu mai fie tratați drept „trupe coloniale⁠(d) germane” și să fie utilizate numai pentru a lupta cu Rusia. Anticipând înfrângerea Puterilor Centrale în război, el nu a dorit să fie aliat cu partea înfrântă. În urma „Crizei Jurământului” din iulie 1917, când Piłsudski a interzis soldaților polonezi să depună un jurământ de credință⁠(d) Puterilor Centrale, a fost arestat și închis la Magdeburg; unitățile poloneze au fost desființate, iar oamenii au fost încorporați în Armata Austro-Ungară, în timp ce Organizația Militară Poloneză a început să atace obiective germane. Arestarea lui Piłsudski i-a crescut mult reputația în rândul polonezilor, dintre care mulți au început să-l considere cel mai hotărât lider polonez, dispus să se lupte cu toate puterile care divizaseră Polonia.
La 8 noiembrie 1918, cu trei zile înainte de Armistițiu, Piłsudski și colegul său, colonelul Kazimierz Sosnkowski⁠(d), au fost eliberați de germani de la Magdeburg și, în curând—ca și Vladimir Lenin înaintea lor—au fost urcați într-un tren privat, către capitala țării lor, Germania aflată în colaps sperând ca Piłsudski să formeze o forță prietenoasă lor.

### Reconstruirea Poloniei

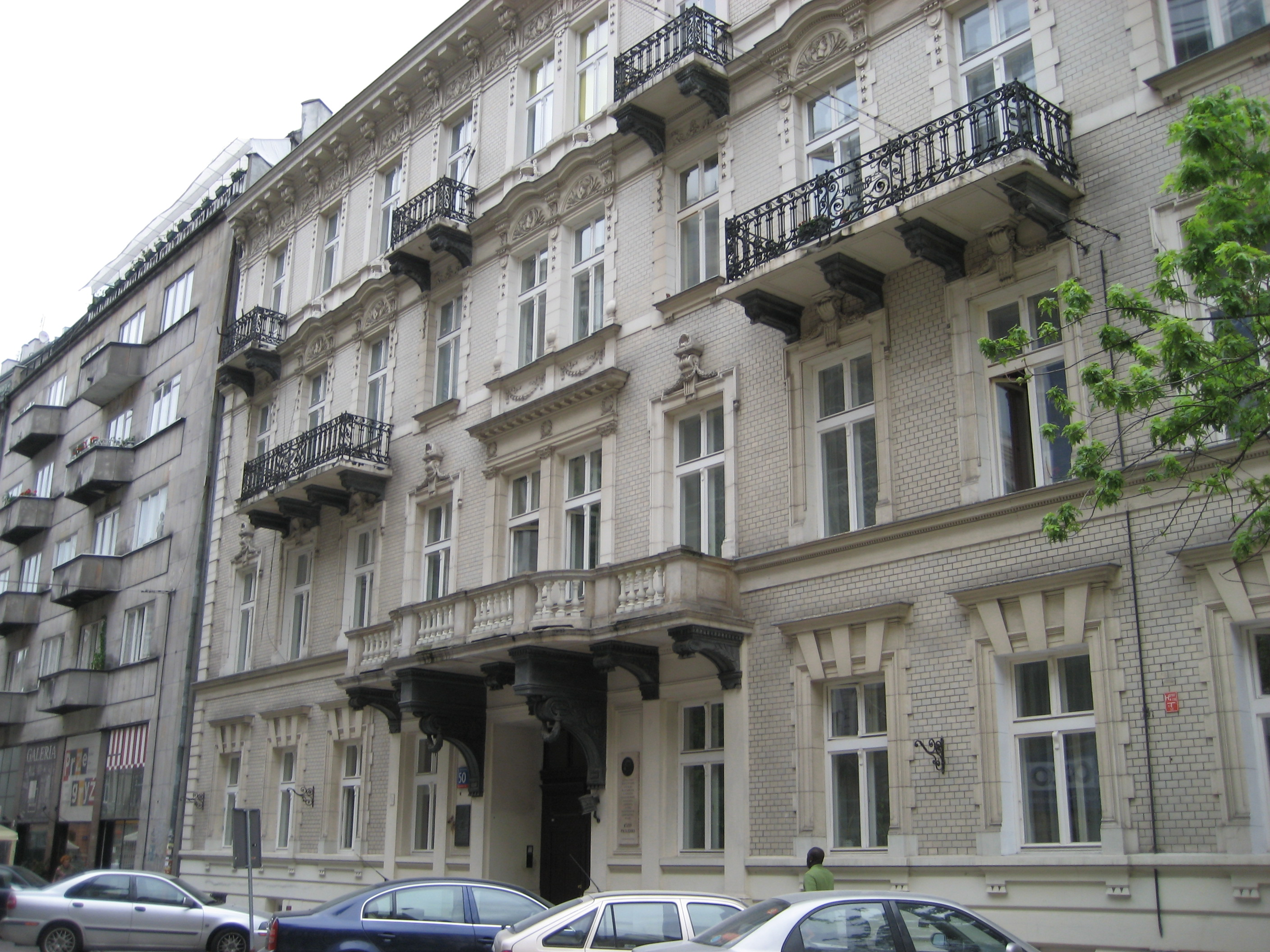
Ulica Mokotowska 50, Varșovia, unde Piłsudski a locuit între 13-29 noiembrie 1918, după eliberarea de la Magdeburg

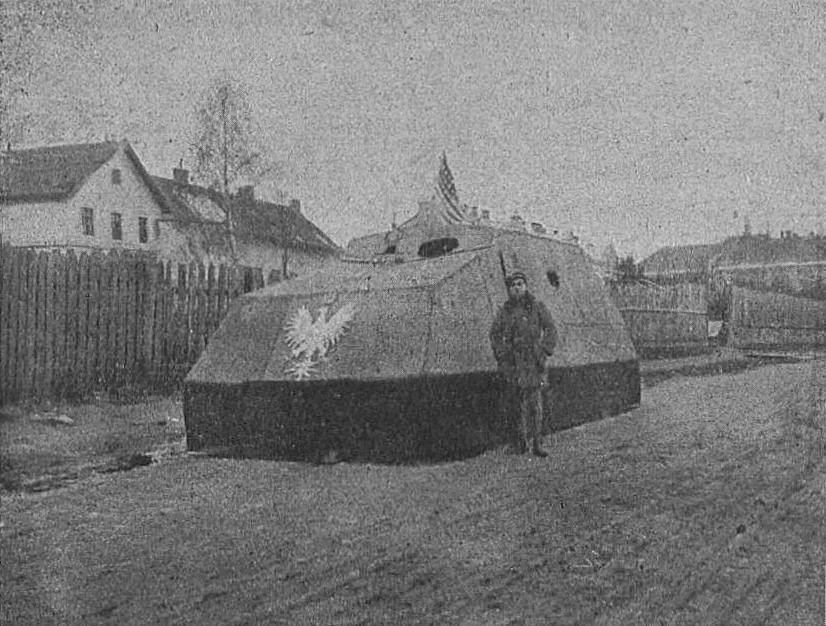
Tancul lui Piłsudski, mașină blindată improvizată din 1919 numit după Piłsudski.

La 11 noiembrie 1918, la Varșovia, Piłsudski a fost numit comandant al forțelor poloneze de către Consiliul de Regență și a fost însărcinat cu crearea unui guvern național pentru noul stat independent. În acea zi (care va deveni Ziua Independenței Poloniei), el a proclamat statul polonez independent.
În aceeași săptămână, Piłsudski a negociat și evacuarea garnizoanei germane din Varșovia și a altor trupe germane ale autorității „Ober Ost”. Peste 55.000 de germani aveau să părăsească pașnic Polonia, lăsându-și armele polonezilor. În următoarele luni, peste 400.000 de militari aveau să părăsească teritoriile poloneze.
La 14 noiembrie 1918, lui Piłsudski i s-a cerut să supravegheze provizoriu conducerea țării. Pe 22 noiembrie, el a primit în mod oficial, de la noul guvern al lui Jędrzej Moraczewski⁠(d), titlul de șef de stat provizoriu (Naczelnik Państwa) al Poloniei renăscute.
Diverse organizații militare și guverne provizorii poloneze (Consiliul de Regență de la Varșovia; guvernul lui Ignacy Daszyński⁠(d) de la Lublin; și Comisia Poloneză de Lichidare⁠(d) de la Cracovia) l-au recunoscut ca șef de stat pe Piłsudski, care a pornit să formeze un nou guvern de coaliție. Acesta era predominant socialist și a introdus multe reforme considerate de mult timp necesare de Partidul Socialist Polonez, cum ar fi ziua de muncă de opt ore, educația gratuită, și dreptul de vot al femeilor⁠(d). Era nevoie de toate acestea pentru a evita tulburări majore. Piłsudski credea însă că, în calitate de șef de stat, el trebuie să se ridice deasupra politicii partizane.
A doua zi după sosirea sa la Varșovia, el s-a întâlnit cu vechii colegi perioada activismului clandestin, care i s-au adresat cu apelativul socialist „tovarășe” („Towarzysz”) și i-au cerut sprijinul pentru politicile lor revoluționare; el a refuzat și a răspuns: „Tovarăși, am mers cu tramvaiul roșu al socialismului până la stația numită Independența, și aici am coborât. Dacă doriți, puteți să mergeți până la ultima stație, dar deocamdată haideți să ne adresăm unii altora cu «Domnule⁠(d)»!” El a refuzat să sprijine vreun partid și nu și-a format nicio organizație politică proprie; în schimb, el a pledat pentru crearea unui guvern de coaliție. De asemenea, el a organizat o armată poloneză din veteranii polonezi ai armatelor germană, rusă și austriacă.
În zilele de imediat după Primul Război Mondial, Piłsudski a încercat să construiască un guvern într-o țară răvășită. Mare parte din fosta Polonie rusească fusese distrusă în război, și jefuirea sistematică de către germani redusese bogăția regiunii cu cel puțin 10%. Un diplomat britanic care a vizitat Varșovia în ianuarie 1919 relata: „nicăieri nu am mai văzut vreodată așa dovezi de sărăcie și de mizerie extremă cum se văd la aproape fiecare pas”.
În plus, țara trebuia să unifice diferitele sisteme de drept, economie și administrație din fostele sectoare german, austriac și rus ale Poloniei. Erau nouă sisteme juridice diferite, cinci monede, 66 tipuri de sisteme feroviare (cu 165 de modele de locomotive), care toate trebuia să fie consolidate în regim de urgență.
Wacław Jędrzejewicz⁠(d), îl descria, în cartea Piłsudski: O viață pentru Polonia, ca foarte judicios în procesul decizional. El strângea toate informațiile pertinente disponibile, după care le cântărea bine înainte de a ajunge la o hotărâre finală. Piłsudski s-a solicitat mult, muncind toată ziua și toată noaptea. Și-a păstrat un stil de viață spartan, servind mese simple, singur la un restaurant cu prețuri accesibile. Deși Piłsudski era popular în rândul unei mari părți din publicul polonez, reputația sa de singuratic (rezultatul multor ani de activism clandestin), ca om care nu avea încredere aproape în nimeni, a condus la tensionarea relațiilor cu alți politicieni polonezi.

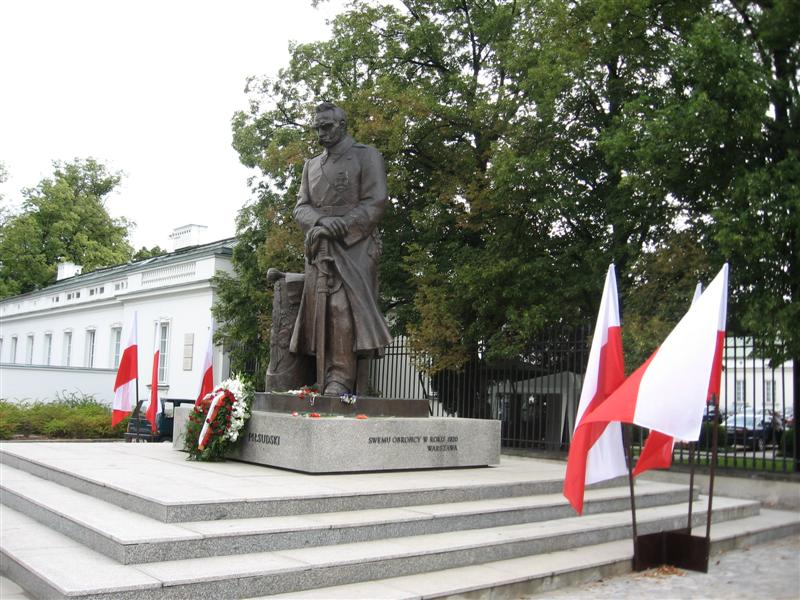
Statuia lui Piłsudski din fața Palatului Belweder din Varșovia, reședința oficială a lui Piłsudski în timpul anilor săi de la putere

Piłsudski și primul guvern polonez nu se bucurau de încredere în Occident, deoarece Piłsudski colaborase cu Puterile Centrale în 1914-1917 și pentru că guvernele lui Daszyński și Jędrzej Moraczewski erau fost în principal socialiste. Abia în ianuarie 1919, când faimosul pianist și compozitor Ignacy Paderewski a devenit prim-ministru⁠(d) și ministru de externe al unui nou guvern, a fost recunoscut și în Occident.
Mai rămăseseră astfel doar două guverne separate care pretindeau a fi guvern legitim al Poloniei: Piłsudski la Varșovia, și Dmowski la Paris. Pentru a se asigura că Polonia are un singur guvern și pentru a evita un război civil, Paderewski s-a întâlnit cu Dmowski și Piłsudski și i-a convins să-și unească forțele, cu Piłsudski ca șef de stat provizoriu și comandant suprem⁠(d), în timp ce Dmowski și Paderewski reprezentau Polonia la Conferința de Pace de la Paris. Articolele 87–93 ale Tratatului de la Versailles și Micul Tratat de la Versailles⁠(d), semnate la 28 iunie 1919, stabileau în mod oficial Polonia ca stat independent și suveran în arena internațională.

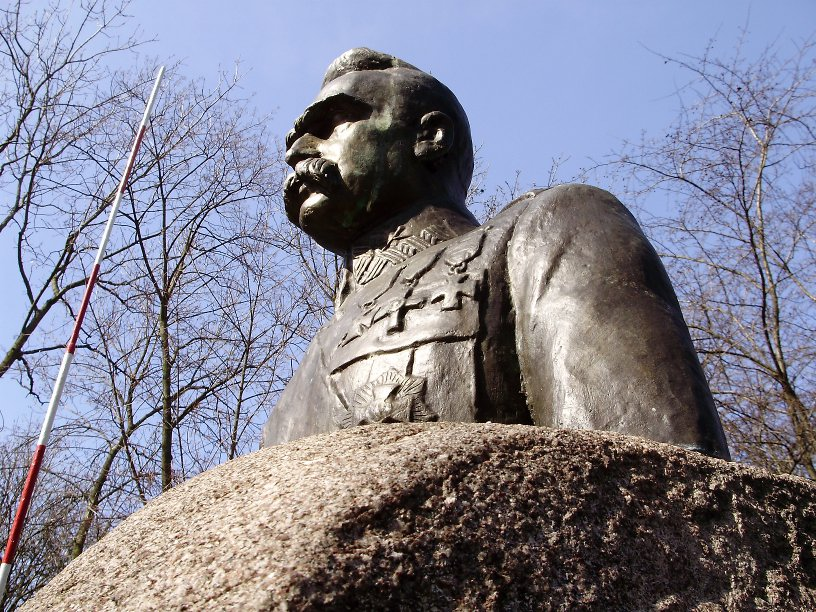
, Turek (conceput în 1936)

Piłsudski s-a ciocnit de multe ori cu Dmowski, în contradicție cu viziunea acestuia din urmă asupra polonezilor ca naționalitate dominantă în Polonia renăscută, și a fost iritat de încercarea lui Dmowski de a trimite Armata Albastră în Polonia prin Danzig, Germania (astăzi Gdansk, Polonia). La 5 ianuarie 1919, unii dintre susținătorii lui Dmowski (Marian Januszajtis-Żegota⁠(d) și Eustachy Sapieha⁠(d)) a încercat o lovitură de stat⁠(d) împotriva lui Piłsudski și prim-ministrului Moraczewski, dar nu au reușit.
La 20 februarie 1919, Piłsudski a declarat că va returna puterile sale parlamentului polonez nou-ales (Sejmul). Cu toate acestea, Sejmul a reinstituit funcția sa în Mica Constituție din 1919⁠(d). Cuvântul „provizoriu” a fost eliminat din titlul său, și Piłsudski avea să ocupe funcția până la 9 decembrie 1922, când Gabriel Narutowicz a fost ales primul președinte al Poloniei.
Inițiativa majoră de politică externă a lui Piłsudski în acest moment a fost o propunere de federație (numită „Międzymorze”, care în poloneză înseamnă „Între Mări”, denumită în latină Intermarium, care să se întindă de la Marea Baltică la Marea Neagră), formată din Polonia, Statele Baltice independente, Belarus și Ucraina, emulând întrucâtva Uniunea Polono-Lituaniană dinainte de divizare.
Planul lui Piłsudski a întâmpinat opoziția majorității statelor membre propuse—care au refuzat să renunțe la independența lor dobândită cu greu, precum și din partea Puterilor Aliate, pentru care ar fi fost o schimbare prea îndrăzneață a structurii balanței de putere. Conform istoricului George Sanford⁠(d), în jurul anului 1920 Piłsudski și-a dat seama de nefezabilitatea acestei versiuni a proiectului Intermarium.
În locul unei alianțe unice central- și est-europene, a apărut în curând o serie de conflicte de frontieră, între care Războiul Polono-Ucrainean (1918–1919), Războiul Polono-Lituanian (1920, culminând cu Revolta lui Żeligowski⁠(d)), conflictele de frontieră polono-cehoslovace (început în 1918) și, mai ales, Războiul Polono-Sovietic (1919–1921). Winston Churchill a comentat: „războiul giganților s-a încheiat, au început războaiele pigmeilor.”

### Războiul Polono-Sovietic

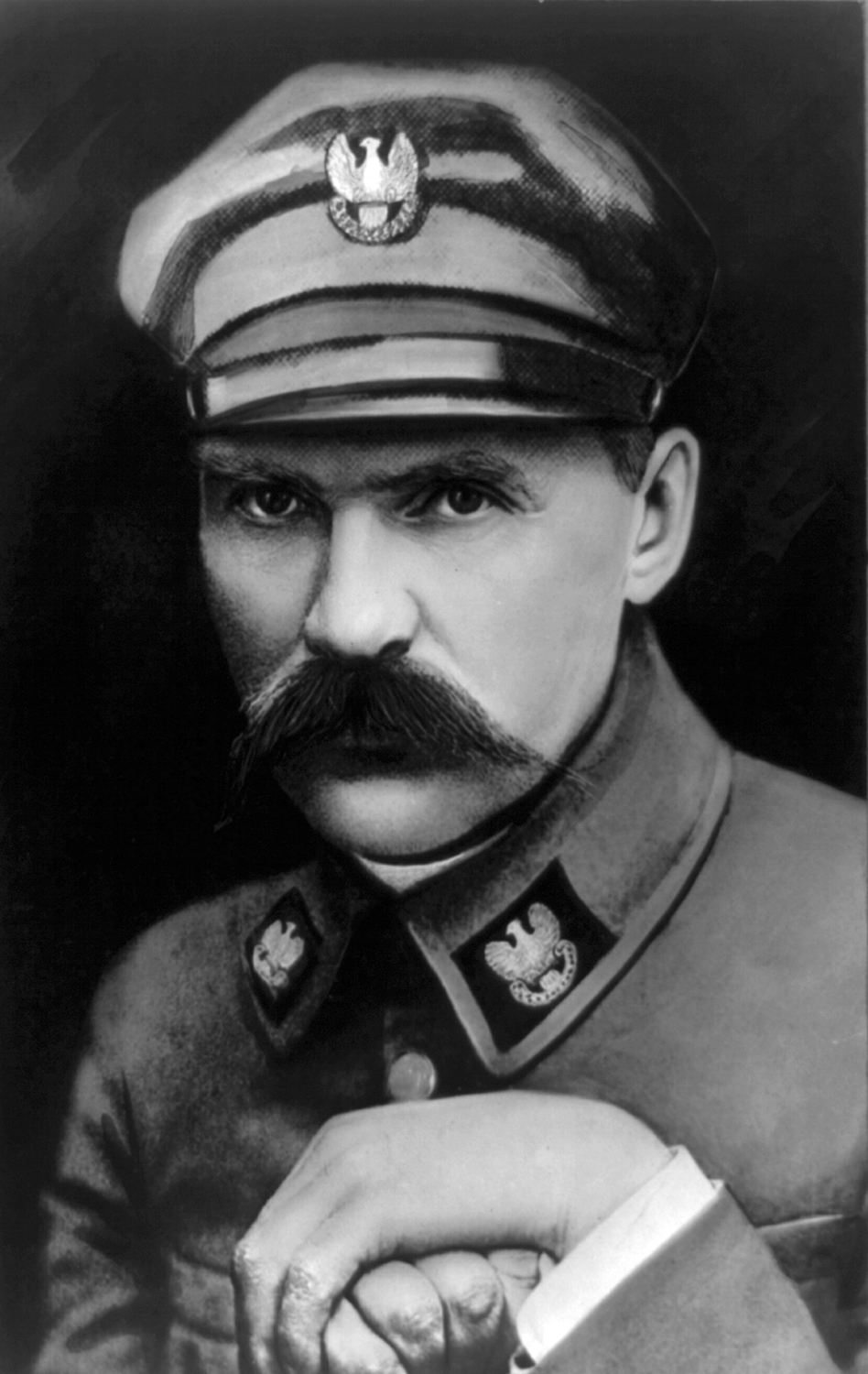
Piłsudski în preajma lui 1919

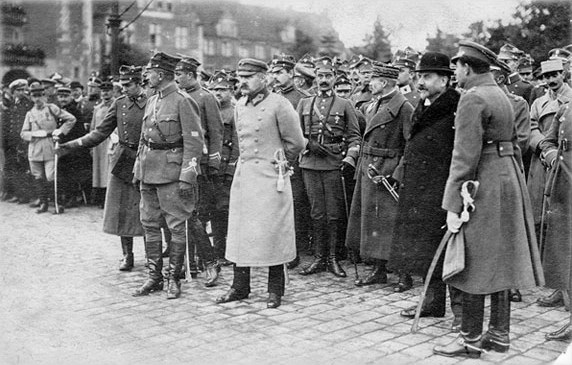
Piłsudski la Poznań

În urma Primului Război Mondial, a fost neliniște la toate frontierele poloneze. În ceea ce privește viitoarele frontiere ale Poloniei, Piłsudski a spus: „tot ce putem obține în partea de vest depinde de Antanta — de măsura în care aceasta ar putea dori să constrângă Germania”, în timp ce în est „există uși care se deschid și se închid, și depinde de cine le forțează deschiderea și cât de departe.” În 1918, în est, forțele poloneze s-au ciocnit cu forțele ucrainene în Războiul Polono-Ucrainean, și primul ordin al lui Piłsudski în calitate de comandant suprem al Armatei Poloneze, la 12 noiembrie 1918, au fost de a oferi sprijin pentru lupta polonezilor din Lviv.
Piłsudski era conștient de faptul că bolșevicii nu sunt prieteni ai Poloniei independente, și că războiul era inevitabil. El considera înaintarea lor spre vest o problemă majoră, dar, de asemenea, considera că bolșevicii sunt mai puțin periculoși pentru Polonia decât adversarii acestora din Războiul Civil Rus. Acești „ruși albi” — reprezentanți ai vechiului Imperiu Rus — erau dispuși să accepte numai o independență limitată pentru Polonia, probabil, în hotare similare celor ale fostei Polonii a Congresului, și în mod clar se opuneau controlului polonez asupra Ucrainei, care era crucială pentru proiectul Intermarium al lui Piłsudski.
Aceasta spre deosebire de bolșevici, care declaraseră împărțirea Poloniei nulă și neavenită. Piłsudski specula astfel că Poloniei i-ar fi mai bine cu bolșevicii, înstrăinați de Puterile Occidentale, decât cu un Imperiul Rus restaurat. Ignorând presiunile puternice din partea Antantei de a se alătura unui atac asupra guvernului sovietic al lui Vladimir Lenin, Piłsudski a salvat, probabil, guvernul bolșevic în vara și toamna anului 1919.

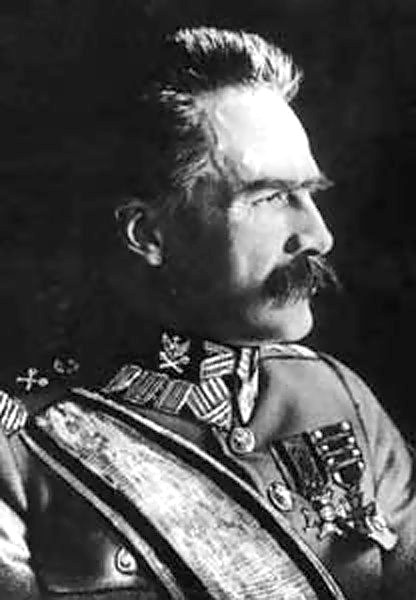
În martie 1920, Piłsudski a fost făcut „Primul ”.

În urma ofensivei ruse spre vest din 1918-1919 și a unei serii de lupte escaladate care au dus la înaintarea polonezilor spre est, la 21 aprilie 1920, mareșalul Piłsudski (rang primit din martie 1920) a semnat o alianță militară (Tratatul de la Varșovia⁠(d)), cu liderul ucrainean Simon Petliura pentru a efectua operațiuni comune împotriva Rusiei Sovietice. Obiectivul tratatului polono-ucrainean a fost stabilirea unei Ucraine și a unei Polonii independente aliate, asemănătoare cu aranjamentul între Uniunea Polono-Lituaniană și statele medievale târzii ucrainene. În schimb, Petliura renunțat la revendicările ucrainene asupra teritoriilor vestice ale Galiției, parte istorică a Coroanei Poloniei, fapt pentru care a fost denunțat de către liderii naționaliști ucraineni.
Armatele polonă și ucraineană, sub comanda lui Piłsudski, au lansat o ofensivă împotriva forțelor ruse în Ucraina. La 7 mai 1920, în urma unor lupte ușoare, au capturat Kievul.

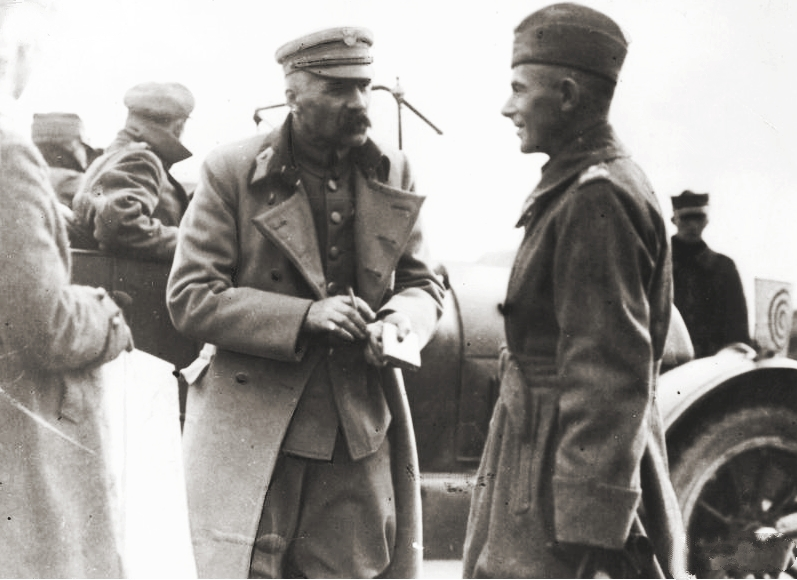
Piłsudski (stânga) și Edward Rydz-Śmigły (dreapta), 1920, în timpul Războiul Polono-Sovietic

Conducerea bolșevică a declarat acțiunile poloneze a fi o invazie; ca răspuns, mii de ofițeri și dezertori s-au alăturat Armatei Roșii, și mii de civili s-au oferit voluntari pentru munca de război. Sovieticii au lansat o contra-ofensivă dinspre Belarus și au contra-atacat în Ucraina, înaintând în Polonia către Germania pentru a încuraja Partidul Comunist German în lupta sa pentru a prelua puterea. Încrederea sovieticilor a crescut. Ei și-au anunțat planurile de a invada Europa de Vest; teoreticianul comunist sovietic Nikolai Buharin scria în Pravda, sperând să existe resurse pentru a continua campania dincolo de Varșovia „direct la Londra și la Paris”. Ordinul comandantului sovietic Mihail Tuhacevski pentru data de 2 iulie 1920, spunea: „Către Vest! Peste stârvul Poloniei Albe stă drumul către conflagrația mondială. În marș către Vilnius, Minsk, Varșovia!” și „mai departe la Berlin peste stârvul Poloniei!”
La 1 iulie 1920, având în vedere avansarea rapidă a ofensivei sovietice, parlamentul Poloniei, Sejmul, a format un Consiliu de Apărare a Națiunii. El a fost prezidat de Piłsudski și trebuia să ia rapid decizii în locul Sejmului agitat de partizanat politic. Național-Democrații a susținut, cu toate acestea, că șirul de victorii bolșevice sunt vina lui Piłsudski și i-au cerut să-și dea demisia; unii chiar l-au acuzat de trădare. Eșecul votului de neîncredere din 19 iulie a condus la retragerea lui Roman Dmowski. La 12 august, Piłsudski și-a prezentat demisia prim-ministrului Wincenty Witos, oferindu-se să fie țap ispășitor dacă soluția militară nu reușește, dar Witos a refuzat să-i accepte demisia. Antanta a presat Polonia să capituleze și să intre în negocieri cu bolșevicii. Piłsudski, cu toate acestea, era un fervent susținător al continuării luptei. Cum remarca Norman Davies, la vremea aceea, mai ales în străinătate, „Piłsudski nu avea nimic din prestigiul de mai târziu. Ca revoluționar antebelic, el își condusese partidul la diviziuni și conflicte; ca general în Primul Război Mondial și-a condus Legiunile la prizonierat și dizolvare; ca mareșal al Armatei Poloneze a condus-o până la Kiev și Vilnius, ambele acum pierdute pentru polonezi. Părăsise Partidul Socialist Polonez și aliații săi austro-germani; refuzase să se alieze cu Antanta. În Franța și Anglia, el era considerat un aliat trădător care conduce Polonia la distrugere; în Rusia, el era văzut ca un fals slujitor al aliaților, care va duce imperialismul la ruină. Toți – de la Lenin la Lloyd George, de la Pravda la Morning Star⁠(d) – îl considerau un ratat din punct de vedere militar și politic. În august 1920, toți erau de acord că această carieră catastrofală a sa va fi încoronată cu căderea Varșoviei.”

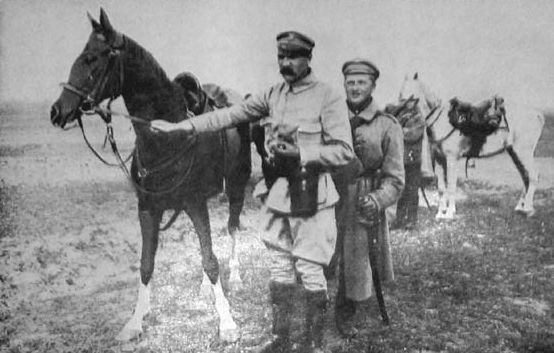
Piłsudski cu calul său favorit, ' (Kasztanka)

Totuși, în următoarele câteva săptămâni, strategia riscantă și neconvențională a Poloniei în bătălia de la Varșovia din august 1920 a oprit înaintarea sovietică. Planul polonezilor a fost dezvoltat de Piłsudski și de alții, între care Tadeusz Jordan-Rozwadowski⁠(d). Mai târziu, unii susținători ai lui Piłsudski au încercat să-l prezinte ca unic autor al strategiei poloneze, în timp ce adversarii aveau să-i minimizeze rolul. În Occident, pentru o lungă perioadă de timp, a persistat un mit cum că generalul Maxime Weygand din Misiunea Militară Franceză în Polonia ar fi fost cel care a salvat Polonia; istoricii moderni sunt însă de acord că rolul lui Weygand a fost cel mult minimal.
Planul lui Piłsudski cerea ca forțele poloneze să se retragă peste râul Vistula și să apere capetele de pod de la Varșovia și de pe râul Wieprz, în timp ce aproximativ 25% din diviziile disponibile să se concentreze la sud pentru contra-ofensiva strategică. Planul cerea ca apoi, două armate sub comanda Generalului Józef Haller⁠(d), care se vor confrunta cu un atac sovietic frontal asupra Varșoviei dinspre est, să reziste în tranșee cu orice preț. În același timp, o armată sub comanda generalului Władysław Sikorski urma să lovească spre nord din afara Varșoviei, izolând forțele sovietice care încercau să încercuiască capitala Poloniei din acea direcție. Rolul cel mai important, cu toate acestea, a fost repartizat relativ micii, de aproximativ 20.000 de oameni nou-înființatei „Armate de Rezervă” (denumită și „Grupul de Lovitură”, „Grupa Uderzeniowa”), care cuprindea cele mai hotărâte și încercate unități poloneze, sub comanda personală a lui Piłsudski. Sarcina lor a fost de a fi în prima linie a unei ofensive-fulger spre nord, dinspre triunghiul Vistula-Wieprz de la sud de Varșovia, printr-un punct slab identificat de către serviciile poloneze de informații între fronturile de vest și sud-vest sovietice. Acea ofensivă avea să separe frontul vestic sovietic de rezervele sale și să-i dezorganizeze mișcările. În cele din urmă, spațiul dintre armata lui Sikorski și „Grupul de Lovitură” avea să fie închis  în apropiere de frontiera Prusiei Orientale, aducând distrugerea forțelor sovietice încercuite.
La acea dată, planul lui Piłsudski a fost puternic criticat, și numai situația disperată a forțelor poloneze i-a convins pe alți comandanți să-l accepte. Deși bazat pe informații de încredere, inclusiv comunicații radio sovietice decriptate, planul a fost făcut „amatoricesc” de ofițerii armatei și de experți militari care s-au grăbit să sublinieze lipsa de educație militară oficială a lui Piłsudski. Atunci când o copie a planului a căzut în mâinile sovieticilor, comandantul Frontului de Vest Mihail Tuhacevski a crezut că e un șiretlic și l-a ignorat. Câteva zile mai târziu, sovieticii au plătit scump pentru aceasta, atunci când, în timpul bătăliei de la Varșovia, Armata Roșie încrezătoare a suferit una dintre cele mai grele înfrângeri din istoria ei.
Un deputat național-democrat⁠(d) din Sejm, Stanisław Stroński⁠(d), a inventat expresia, „Miracolul de pe Vistula” („Cud nad Wisłą”), pentru a-și exprima dezaprobarea față de „aventura ucraineană” a lui Piłsudski. Sintagma lui Stroński a fost adoptată însă ca laudă pentru Piłsudski de unii patrioți polonezi, conștienți de intenția ironică a lui Stroński. Un membru junior al misiunii militare franceze, Charles de Gaulle, avea ulterior să tragă unele învățăminte din Războiul Polono-Sovietic, precum și din cariera lui Piłsudski.
În februarie 1921, Piłsudski a vizitat Parisul, unde în negocierile cu președintele francez Alexandre Millerand a pus bazele alianței militare franco-polone⁠(d) care avea să fie parafată mai târziu în acel an. Tratatul de la Riga, care a pus capăt Războiului Polono-Sovietic, în martie 1921, diviza Belarusul și Ucraina între Polonia și Rusia. Piłsudski a numit tratatul un „act de lașitate”. Tratatul, împreună cu capturarea Vilniusului de la Lituania de către generalul Lucjan Żeligowski, cu aprobarea lui Piłsudski, au marcat sfârșitul acestei încarnări a planului federalist Intermarium al lui Piłsudski.
La 25 septembrie 1921, când Piłsudski a vizitat Lwówul (astăzi, Lviv) pentru deschiderea primului Târg al Estului⁠(d) (Targi Wschodnie), el a fost ținta unei tentative nereușite de asasinat din partea lui Stepan Fedak⁠(d), care acționa în numele organizațiilor pentru independența Ucrainei, între care Organizația Militară Ucraineană⁠(d).

### Retragerea și lovitura de stat

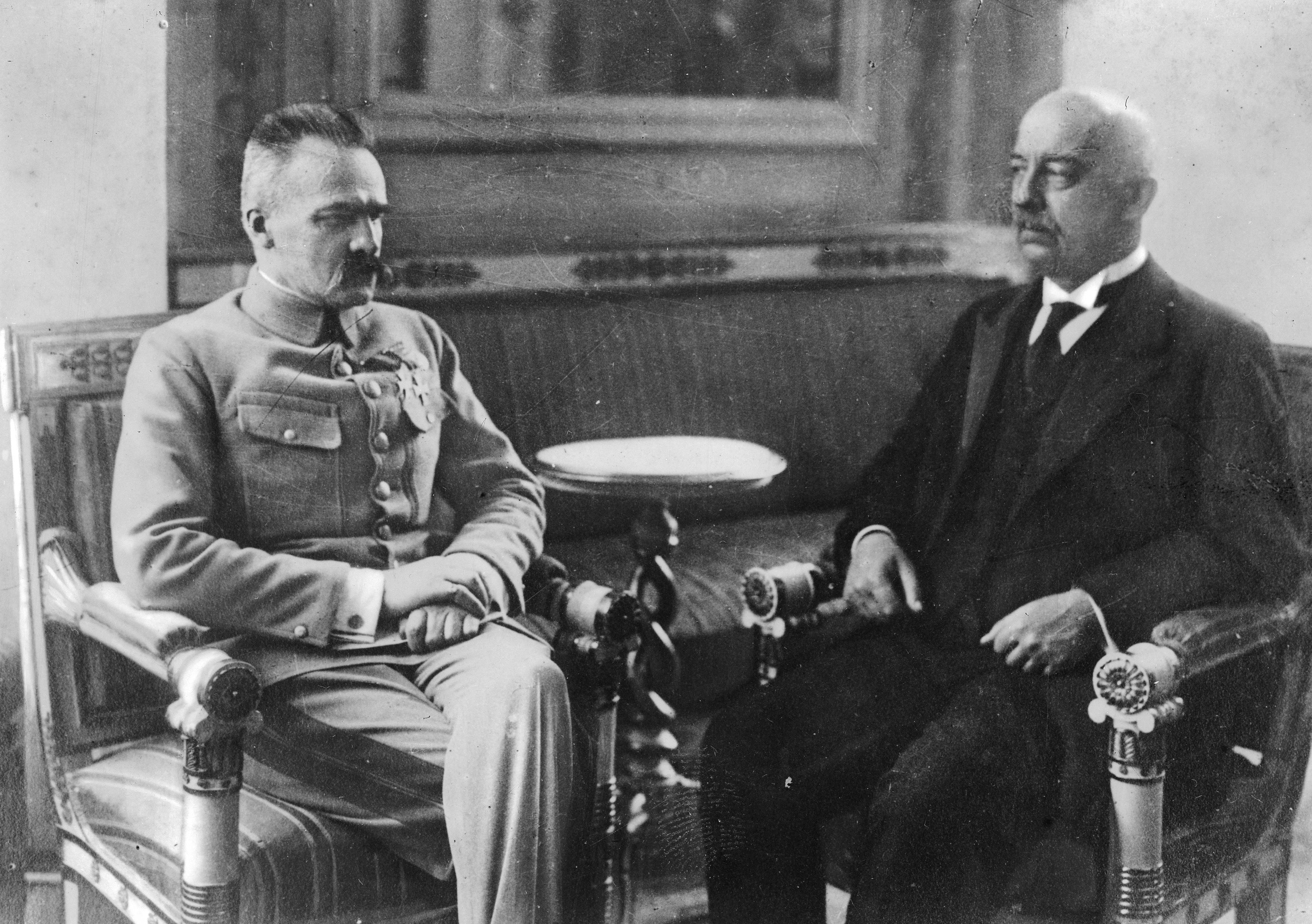
La Palatul Belweder, șeful de stat Piłsudski (stânga) și-a transferat puterile președintelui ales Gabriel Narutowicz (dreapta). Două zile mai târziu, președintele a fost asasinat.

După ce Constituția poloneză din Martie 1921 a limitat drastic puterile președinției⁠(d) (în mod intenționat, pentru a-l împiedica pe președintele Piłsudski să declanșeze vreun război), Piłsudski a refuzat să candideze pentru funcție. La 9 decembrie 1922, Adunarea Națională l-a ales președinte pe Gabriel Narutowicz din partea Partidul Popular Polonez „Wyzwolenie”⁠(d); alegerea sa, cu opoziția partidelor de dreapta, a provocat agitație publică. La 14 decembrie, la Palatul Belweder, Piłsudski a transferat oficial puterile sale de șef de stat prietenului său, Narutowicz; Naczelnik a fost înlocuit de președinte.

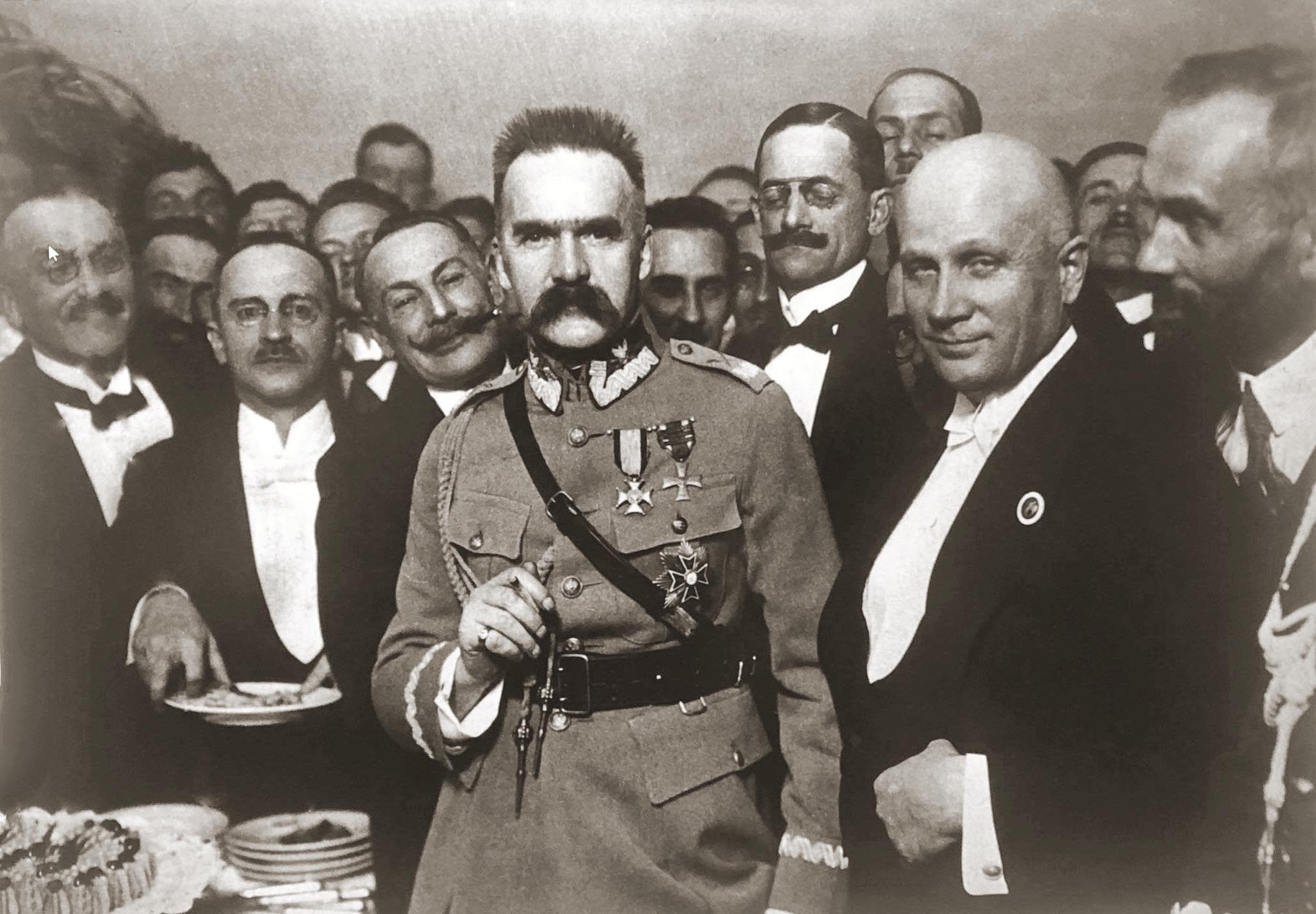
La Hotel Bristol din Varșovia, 3 iulie 1923, Piłsudski și-a anunțat retragerea din viața politică.

Două zile mai târziu, la 16 decembrie 1922, Narutowicz a fost împușcat mortal de către pictorul și criticul de artă, activistul de dreapta Eligiusz Niewiadomski⁠(d), care a avut inițial a vrut să-l omoare pe Piłsudski, dar și-a schimbat ținta, influențat de propaganda național-democraților împotriva lui Narutowicz.
Pentru Piłsudski, a fost un șoc major, clătinându-i convingerea că Polonia ar putea funcționa ca o democrație și făcându-l să favorizeze guvernarea cu o mână forte. El a devenit șeful Statului Major General⁠(d) și, împreună cu ministrul afacerilor militare⁠(d) Władysław Sikorski, a reușit să stabilizeze situația, reprimând tulburările cu o scurtă stare de urgență.
Stanisław Wojciechowski din Partidul Popular Polonez „Piast”⁠(d) (PSL Piast), alt vechi coleg al lui Piłsudski, a fost ales noul președinte, și Wincenty Witos, tot de la PSL Piast, a devenit prim-ministru. Dar noul guvern, în temeiul Pactului Lanckorona⁠(d)}, o alianță între partidul de centru PSL Piast și partidele de dreapta Popular al Uniunii Naționale⁠(d) și Creștin-Democrat⁠(d)—erau inamici de dreapta ai lui Piłsudski, persoane pe care el le considera responsabile moral de moartea lui Narutowicz și cu care i se părea imposibil de colaborat. La 30 mai 1923, Piłsudski a demisionat din funcția de șef al Statului Major General.

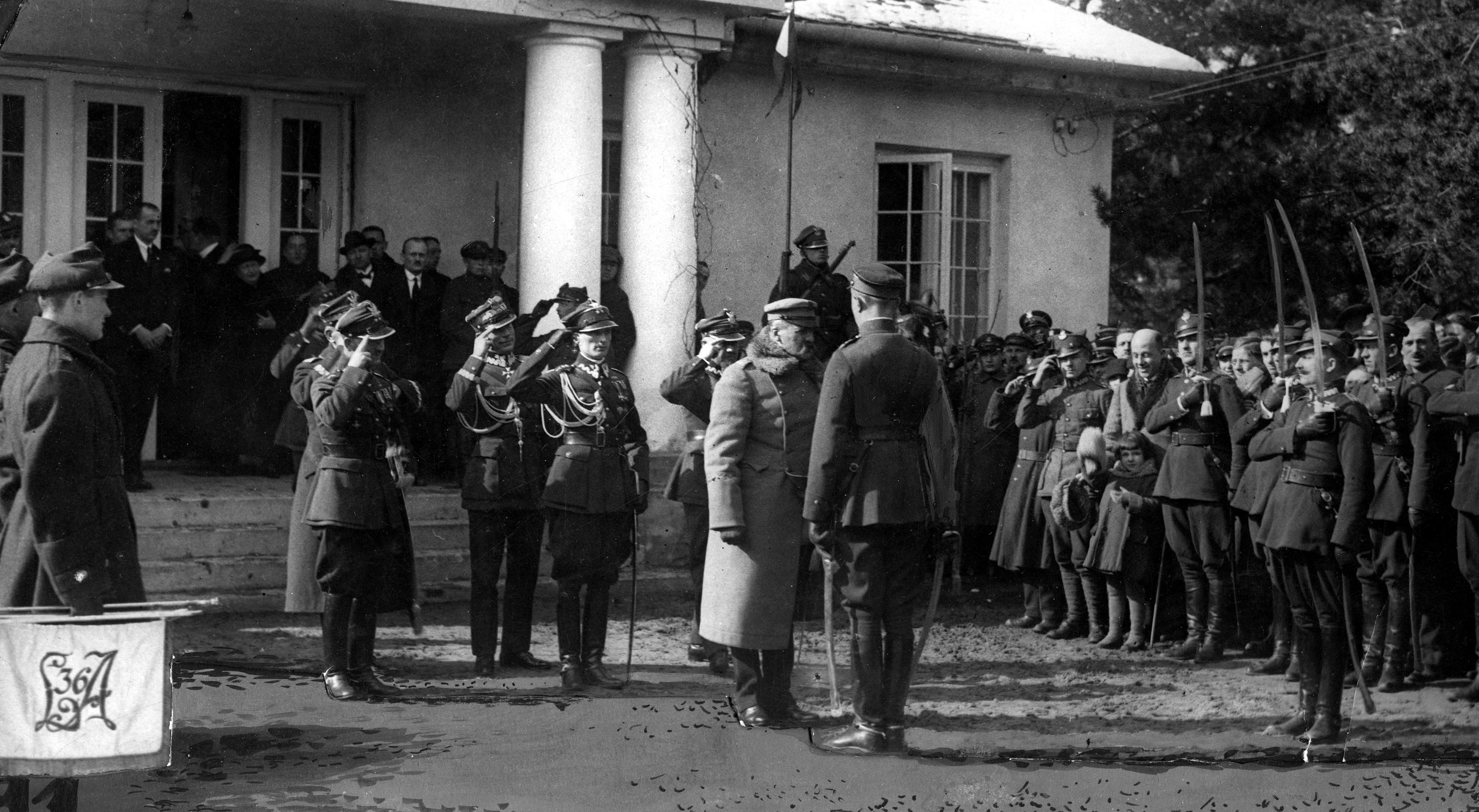
Piłsudski în fața casei lui din Sulejówek, cu foștii săi soldați, înainte de lovitura de stat din 1926

După ce Generalul Stanisław Szeptycki⁠(d) a propus ca armata să fie mai atent supravegheată de către autoritățile civile, Piłsudski a criticat acest lucru ca pe o încercare de a politiza armata, și pe 28 iunie a demisionat din ultima sa funcție politică. În aceeași zi, deputații de stânga din Sejm au votat o rezoluție prin care i se mulțumea pentru munca din trecut. Pensionat, Piłsudski s-a retras la Sulejówek, în apropiere de Varșovia, la conacul lui de la țară, „Milusin”, care i-a fost făcut cadou de către foștii soldați. Acolo s-a așezat să-și susțină familia scriind o serie de memorii politice și militare, inclusiv Rok 1920 (Anul 1920).

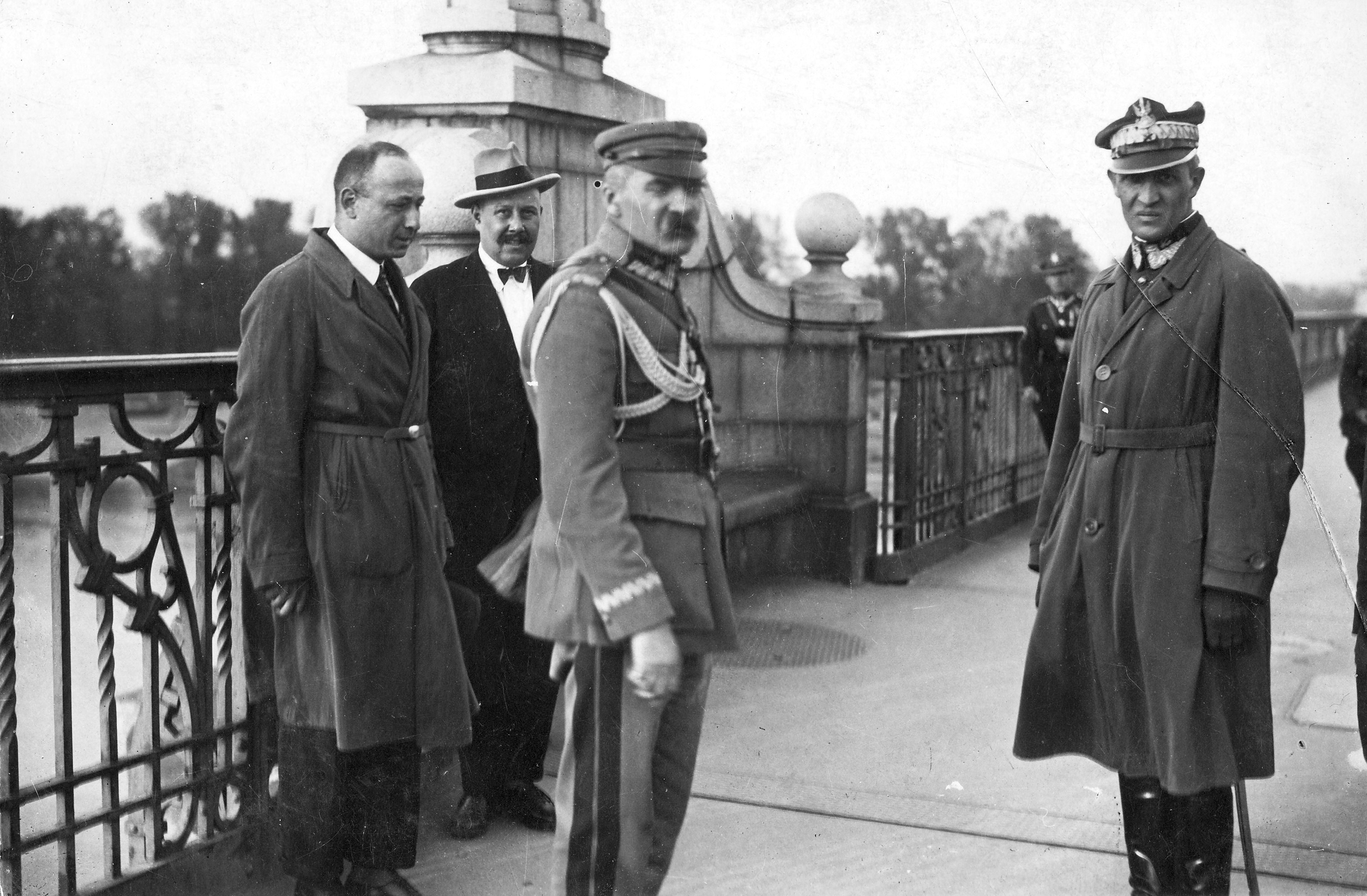
Piłsudski pe Podul Poniatowski cu ocazia loviturii de stat din mai 1926. La dreapta este generalul.

Între timp, economia Poloniei era devastată. Hiperinflația alimentase proteste publice, iar guvernul era în imposibilitatea de a găsi o soluție rapidă la creșterea șomajului și la criza economică. Aliații și susținătorii lui Piłsudski i-au cerut în mod repetat să revină în politică, și el a început să creeze o nouă bază de putere, centrată în jurul foștilor membri ai Legiunilor⁠(d) și Organizației Militare Poloneze precum al unor părți din intelectualitate și din politicienii de stânga. În 1925, după ce mai multe guverne au demisionat la intervale scurte, și scena politică a devenit din ce în ce mai haotică, Piłsudski a devenit din ce în ce mai critic la adresa guvernului, în cele din urmă dând declarații prin care cerea demisia cabinetului Witos.
Când coaliția Chjeno-Piast⁠(d), criticată puternic de Piłsudski, a format un nou guvern, la 12–14 mai 1926, Piłsudski a revenit la putere printr-o lovitură de stat (Lovitura de stat din mai), susținută de Partidul Socialist Polonez, de Partidul „Eliberarea⁠(d)”, de Partidul Țărănesc⁠(d), și chiar de Partidul Comunist⁠(d). Piłsudski a sperat la o lovitură de stat fără vărsare de sânge, dar guvernul a refuzat să dea înapoi; 215 soldați și 164 de civili au fost uciși, și peste 900 de persoane au fost rănite.
La 31 mai, Sejmul l-a ales pe Piłsudski președinte al Republicii. Piłsudski, conștient însă de puterile limitate ale președintelui, a refuzat funcția. Un alt vechi prieten al său, Ignacy Mościcki, a fost ales în locul lui. Mościcki l-a numit apoi pe Piłsudski ministru al afacerilor militare⁠(d) (ministru al apărării), un post pe care avea să-l ocupe pentru tot restul vieții sale în 11 guverne succesive, dintre care două sub conducerea sa între 1926 și 1928 și pentru o scurtă perioadă în 1930. De asemenea, el a fost inspector general al Forțelor Armate⁠(d) și președinte al Consiliului de Război.

### După lovitura de stat
Piłsudski nu avea planuri de reforme majore; el s-a distanțat repede de cei mai radicali susținători ai săi de stânga, declarând că lovitura de stat era menită să fie „o revoluție fără consecințe revoluționare”. Obiectivele sale au fost stabilizarea țării, reducerea influenței partidelor politice, pe care le acuza de corupție și ineficiență, și consolidarea armatei. Rolul său în guvernul polonez de-a lungul anilor care au urmat a fost descris de unele surse ca „dictatură” sau „cvasi-dictatură”.

#### Politica internă

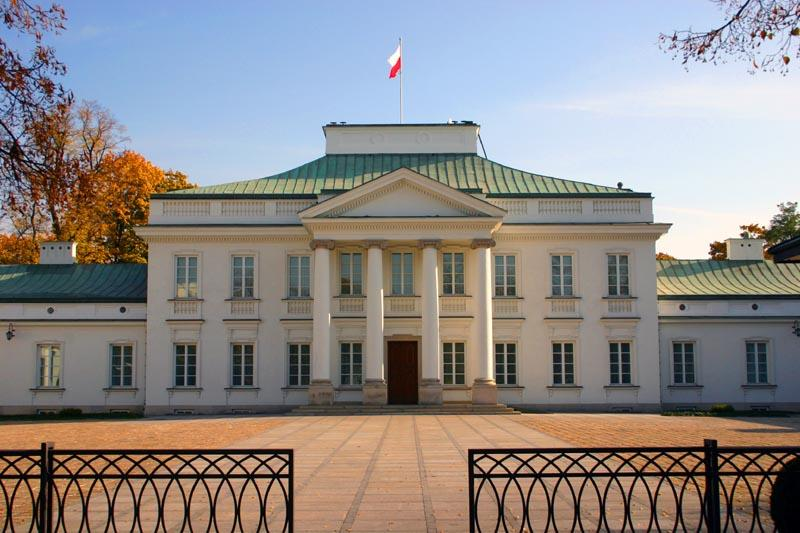
Palatul Belweder, Varșovia, reședința oficială a lui Piłsudski în timpul anilor săi de la putere

În politica internă, lovitura de stat a lui Piłsudski a determinat limitări zdrobitoare în puterea parlamentară. Astfel, regimul Sanației⁠(d) pe care l-a impus (1926-1939) — utilizând uneori metode autoritare — a căutat să „restabilească viața publică la o sănătate morală”. Din 1928, autoritățile Sanației au fost reprezentate în sfera politicii practice de Blocul Nepartizan de Cooperare cu Guvernul⁠(d) (BBWR). Sprijinul popular și un sistem eficient de propagandă i-au permis lui Piłsudski să-și mențină puterile autoritare care nu puteau fi restricționate nici de către președinte, care era numit de către Piłsudski, nici de către Sejm. Puterile Sejmului au fost reduse prin amendamente constituționale⁠(d) introduse curând după lovitura de stat, la 2 august 1926. Între 1926 și 1930, Piłsudski s-a bazat în principal pe propagandă pentru a slăbi influența liderilor de opoziție.
Punctul culminant al politicilor sale dictatoriale și supralegale a venit în 1930 cu arestarea și judecarea unor adversari politici (procesele de la Brest⁠(d)) în ajunul alegerilor legislative din 1930⁠(d), și cu înființarea în 1934 a unei închisori⁠(d) pentru deținuți politici la Bereza Kartuska (astăzi Biaroza), unde unii deținuți au fost brutal maltratați. După victoria BBWR⁠(d) din 1930, Piłsudski a lăsat multe chestiuni interne în mâinile „coloneilor⁠(d)” săi, în timp ce el însuși se concentra asupra problemelor militare și de politică externă. El a fost criticat considerabil pentru felul cum își trata adversarii politici, și condamnările internaționale venite după arestarea lor în 1930 și detenția acestora au deteriorat reputația Poloniei.

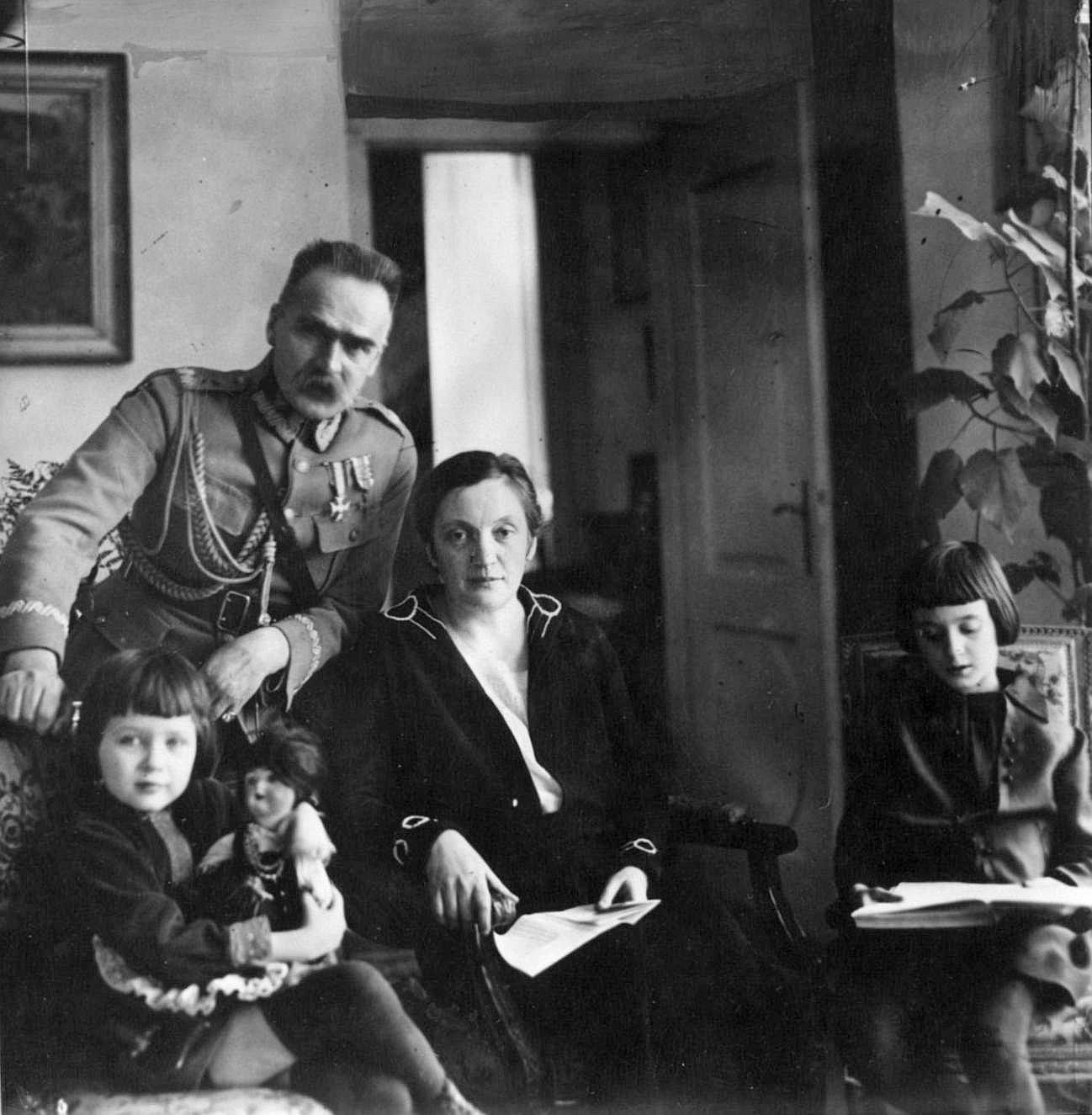
Mareșalul și a doua lui soție,, mai târziu în viață

Piłsudski a devenit din ce în ce mai deziluzionat de democrația din Polonia. Declarațiile lui publice neautocenzurate — a numit Sejmul o „prostituată” – și trimiterea a nouăzeci de polițiști înarmați în clădirea Sejmului ca răspuns la o eventuală moțiune de cenzură, a provocat îngrijorarea observatorilor contemporani și moderni care considerau că acțiunile sale stabilesc precedente de răspunsuri autoritare la provocări politice.
Unul dintre obiectivele principale ale lui Piłsudski a fost acela de a transforma sistemul parlamentar într-un sistem prezidențial; cu toate acestea, el s-a opus introducerii totalitarismului. Adoptarea unei noi constituții poloneze, în aprilie 1935, adaptată specificațiilor lui Piłsudski de către susținătorii lui — și care asigura un rol puternic președinției — a venit prea târziu pentru ca Piłsudski să dorească acea funcție; Constituția din Aprilie a servit Polonia doar până la izbucnirea celui de al Doilea Război Mondial și a îndrumat guvernul în exil până la sfârșitul războiului și după.
Cu toate acestea, guvernul lui Piłsudski depindea mai mult de autoritatea sa carismatică⁠(d) decât de autoritatea rațional-legală⁠(d). Niciunul dintre urmașii săi nu putea pretinde să-i fie moștenitor legitim, și după moartea lui, structura Sanației s-ar fi fracturat ușor, readucând Polonia la disputele politice parlamentare din epoca prepiłsudskiană.

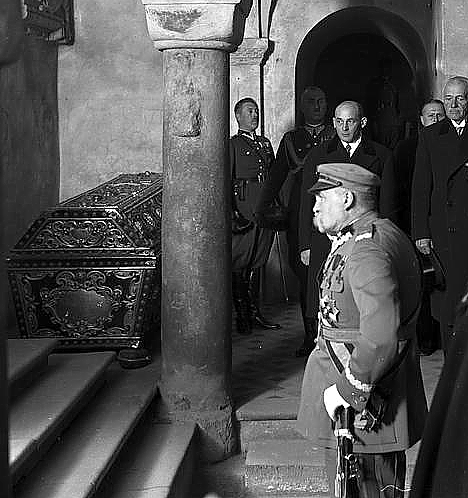
În 1933, Piłsudski a adus un omagiu la mormântul lui Ioan al III-lea Sobieski la comemorarea a 250 de ani de la bătălia de la Viena.

Regimul lui Piłsudski a început o perioadă de stabilizare națională și de îmbunătățire a situației minorităților etnice, care formau aproximativ o treime din populația celei de a Doua Republici Poloneze. Piłsudski a înlocuit „asimilarea etnică⁠(d)” a național-democraților cu o „asimilare statală” politică: cetățenii erau judecați nu după etnie, ci prin loialitatea lor față de stat. El a extins astfel politica de „asimilare statală” asupra evreilor polonezi. Anii 1926–35, și Piłsudski însuși, au fost favorabil priviți de mulți evrei polonezi, a căror situație s-a îmbunătățit mai ales sub prim-ministrul Kazimierz Bartel⁠(d), numit de Piłsudski. Mulți evrei îl considerau pe Piłsudski singura lor speranță pentru imobilizarea curentelor antisemite din Polonia și pentru menținerea ordinii publice; el a fost văzut ca un garant al stabilității și un prieten al poporului evreu, care l-a votat și a participat activ la blocul său politic. Moartea lui Piłsudski în 1935 a adus la o deteriorare a calității vieții evreilor din Polonia.
În anii 1930, o combinație de evoluții, de la Marea Criză Economică la cercul vicios⁠(d) al atacurilor teroriste ale OUN și ale concesiunilor făcute acestora de guvern, au făcut ca relațiile guvernului cu minoritățile naționale să se deterioreze. Frământările din rândul minorităților naționale au fost legate și de politica externă. După frământări, au urmat represiuni în mare parte în Galiția de Est locuită majoritar de ucraineni, unde aproape 1.800 de persoane au fost arestate. Au apărut tensiuni și între guvern și minoritatea germană din Polonia, în special în Silezia Superioară. Guvernul nu a cedat cererilor de măsuri antisemite; dar evreii (8,6% din populația Poloniei) au devenit nemulțumiți din motive economice, legate de criză. În general, până la sfârșitul vieții lui Piłsudski, relațiile guvernului său cu minoritățile naționale au fost din ce în ce mai problematice.
În domeniul militar, Piłsudski, care s-a dovedit un bun strateg militar când a pregătit „Miracolul de pe Vistula”, a fost criticat de unii pentru că ulterior s-a concentrat pe managementul de personal și că a neglijat modernizarea strategiei și echipamentelor militare. Experiențele sale în Războiul Polono-Sovietic (1919-21) l-au făcut să supraestimeze importanța cavaleriei și să neglijeze dezvoltarea blindatelor și forțelor aeriene. Alții, însă, susțin că, în special de la sfârșitul anilor 1920, el a sprijinit dezvoltarea acestor ramuri militare. Este posibil ca limitările modernizării militare a Poloniei în această perioadă să fi avut mai puțin natură doctrinară cât financiară.

#### Politica externă

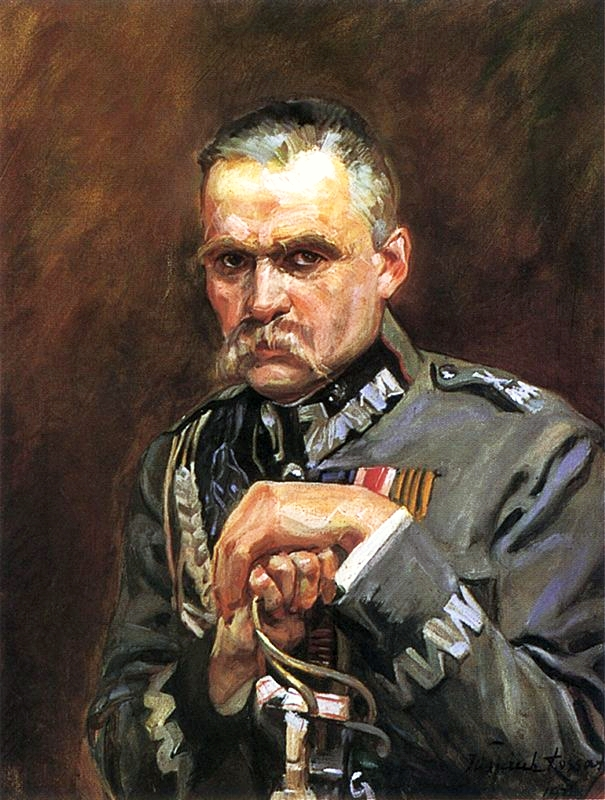
Mareșalul Piłsudski, pictat de Wojciech Kossak, 1928

Sub Piłsudski, Polonia a menținut relații bune cu țările vecine România și Letonia, precum și cu Ungaria. Relațiile au fost însă tensionate cu Cehoslovacia și cel mai mult cu Lituania. Relațiile cu Republica Germană de la Weimar și cu Uniunea Sovietică au variat de-a lungul timpului, dar în timpul mandatului lui Piłsudski ar putea fi descrise ca neutre.
Programul prometeic al lui Piłsudski, conceput pentru a slăbi Imperiul Rus și succesorul său, Uniunea Sovietică, prin sprijinirea mișcărilor naționaliste de independență ale marilor popoare neruse ce trăiau în Rusia și Uniunea Sovietică, a fost coordonat de la 1927 până la izbucnirea celui de al Doilea Război Mondial în 1939 în Europa de ofițerul de informații militare Edmund Charaszkiewicz⁠(d). În perioada interbelică, mișcarea prometeistă a dat puține rezultate tangibile.

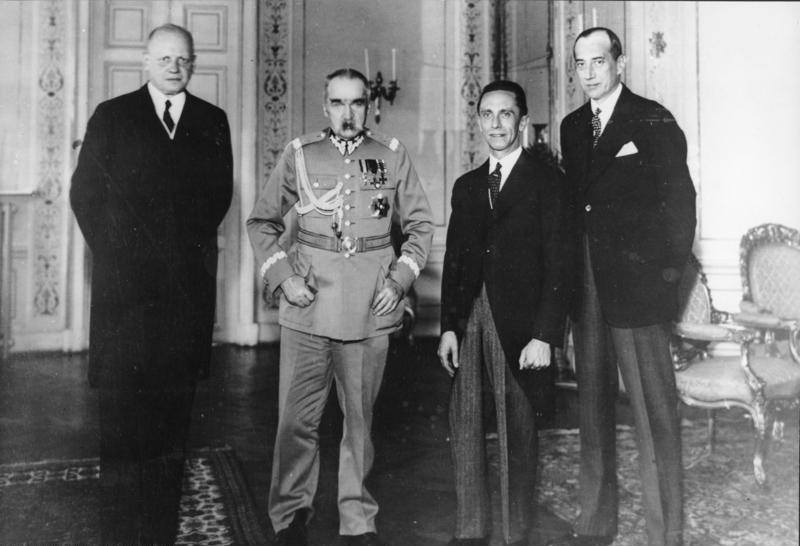
Ambasadorul german,, Piłsudski, Joseph Goebbels și, ministrul de externe polonez, la Varșovia, la 15 iunie 1934, la cinci luni de la.

Piłsudski a căutat să mențină independența țării sale în arena internațională. Asistat de protejatul său, ministrul de externe, Józef Beck⁠(d), a cerut sprijin pentru Polonia în alianțe cu puterile occidentale precum Franța și Regatul Unit, și cu vecinii prieteni, deși mai puțin puternici, România și Ungaria.
Susținător al alianței militare franco-polone și a alianței polono-române (țară care i-a deschis o poartă către Mica Antantă, alianță neaccesibilă din cauza problemelor cu Cehoslovacia), Piłsudski a fost dezamăgit de politica franco-britanică de concesiuni, evidentă prin semnarea de către aceste țări a tratatelor de la Locarno. Piłsudski, prin urmare, a vizat și să mențină relații bune cu Uniunea Sovietică și cu Germania; prin urmare, Polonia a semnat un pact de neagresiune cu ambii săi vecini puternici: pactul sovieto-polon de neagresiune⁠(d) din 1932, și pactul germano-polon de neagresiune⁠(d) din 1934. Cele două tratate erau menite să consolideze poziția Poloniei în ochii aliaților și vecinilor săi.
Piłsudski însuși era conștient de lipsa de forță a pactelor și comenta: „cu aceste pacte, suntem călare pe două scaune. Acest lucru nu poate dura mult timp. Trebuie să știm de pe ce scaun o să cădem mai întâi, și când va fi asta.” Criticii celor două pacte de neagresiune îl acuzau pe Piłsudski de subestimarea agresivității lui Hitler și că îi dădeau Germaniei timp să se reînarmeze; și, pe de altă parte, că îi permiteau lui Stalin să elimine opoziția—în primul rând, din Ucraina—mișcări ce fuseseră susținute de Piłsudski în cadrul programului său prometeist.
După ce Adolf Hitler a venit la putere în ianuarie 1933, s-a zvonit că Piłsudski ar fi propus Franței un război preventiv împotriva Germaniei. S-a susținut că Piłsudski ar fi tatonat Franța legat de o posibilă acțiune militară comună împotriva Germaniei. Lipsa interesului francez poate să fi fost un motiv pentru care Polonia a semnat pactul germano-polon de neagresiune din ianuarie 1934. Cu toate acestea, nu s-au găsit decât puține dovezi în arhivele diplomatice franceze și polone că o astfel de propunere de război preventiv ar fi fost vreodată avansată.
Hitler a sugerat în repetate rânduri o alianță germano-polonă împotriva Uniunii Sovietice, dar Piłsudski a refuzat, cautând în schimb să câștige timp prețios pentru a se pregăti pentru potențialul război cu Germania și cu Uniunea Sovietică.
Chiar înainte de moartea sa, Piłsudski i-a spus lui Józef Beck că politica Poloniei trebuie să fie una de menținere a unor relații neutre cu Germania, de menținere a alianței poloneze cu Franța, și de îmbunătățire a relațiilor cu Regatul Unit.

### Moartea

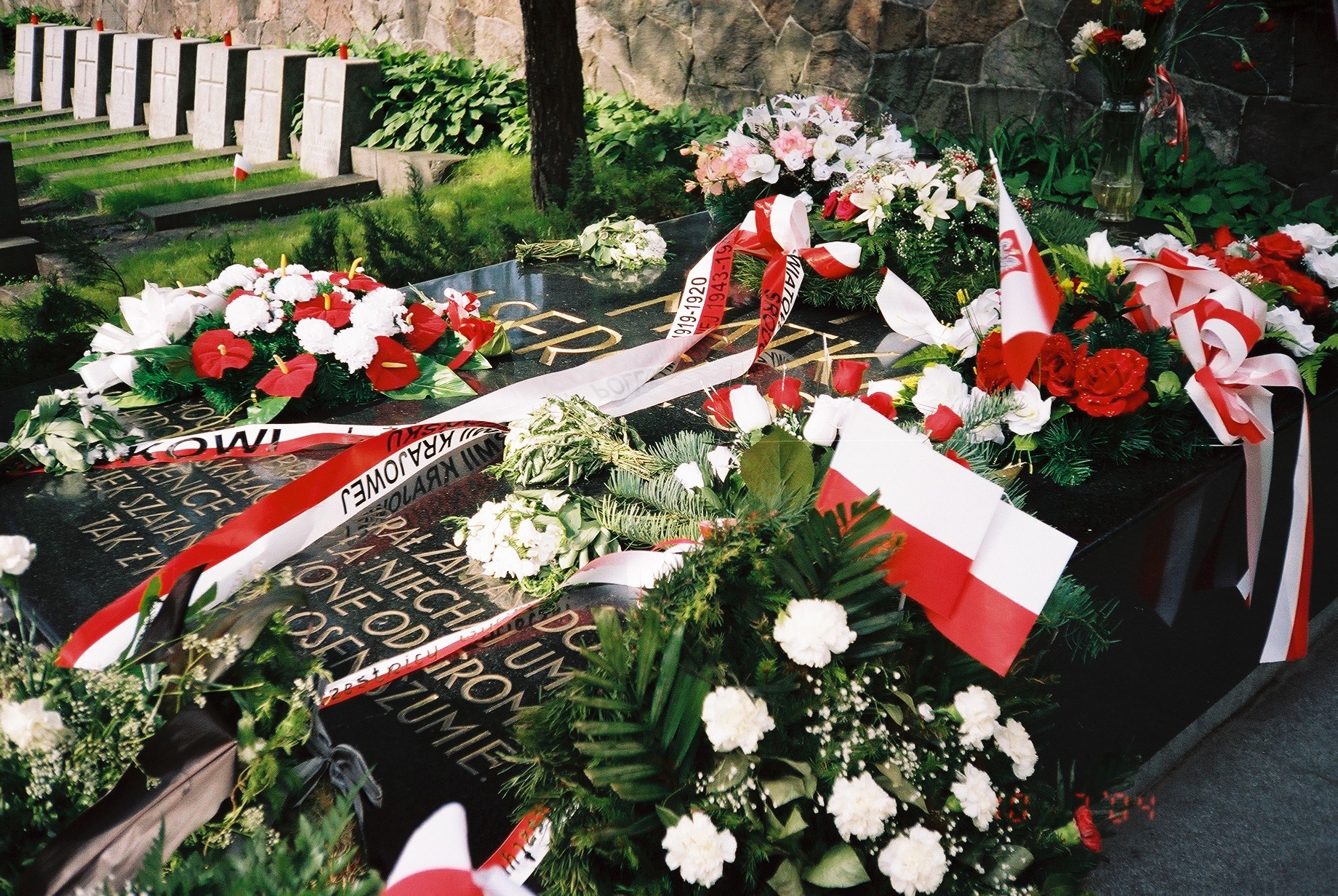
Mormântul mamei lui Piłsudski din Vilnius, Lituania. Uriașa piatră funerară neagră poartă inscripția: „Matka am serce syna”
(„O mamă și inima fiului [ei]”) evocă versuri dintr-o poezie de Słowacki.

Până la 1935, fără știrea publicului, sănătatea lui Piłsudski fusese de mai mulți ani în declin. La 12 mai 1935, a murit de cancer la ficat⁠(d) în Palatul Belweder din Varșovia. Celebrarea vieții sale a început în mod spontan la mai puțin de o jumătate de oră de la anunțarea morții sale. Ea a fost condusă de către personalul militar — foști legionari, membri ai Organizației Militare Polone, veterani ai războaielor din 1919-21 — și de colaboratorii săi politici din serviciul său ca șef de stat și, mai târziu, prim-ministru și inspector general.
Partidul Comunist Polonez⁠(d) l-a atacat imediat pe Piłsudski ca fascist și capitalist, deși fasciștii înșiși nu-l vedeau ca fiind unul dintre ei. Alți adversari ai regimului de Sanație⁠(d) au fost însă mai rezervați; socialiștii (cum ar fi Ignacy Daszyński⁠(d) și Tomasz Arciszewski⁠(d)) și creștin-democrații⁠(d) (reprezentați de Ignacy Paderewski, Stanisław Wojciechowski și Władysław Grabski⁠(d)) și-au exprimat condoleanțele. Partidele țărănești au fost împărțite în reacțiile lor (Wincenty Witos criticându-l pe Piłsudski, dar Maciej Rataj⁠(d) și Stanisław August Thugutt⁠(d) susținându-l), în timp ce național-democrații lui Roman Dmowski au exprimat critici moderate.
Condoleanțe au fost exprimate și de către clerici, inclusiv de primatul Poloniei⁠(d) August Hlond⁠(d), precum și de către papa Pius al XI-lea, care s-a declarat un „prieten personal” al lui Piłsudski. Aprecieri notabile pentru Piłsudski a fost exprimate de către minoritățile etnice și religioase din Polonia. Organizațiile ortodoxe, protestante, iudaice și musulmane și-au exprimat condoleanțele, lăudându-l pe Piłsudski pentru politicile sale de toleranță religioasă. Moartea lui a fost un șoc pentru membrii minorității evreiești, care chiar după mulți ani și-a amintit de el ca de un om foarte bun care a protejat evreii.
Organizațiile mainstream ale minorităților etnice și-au exprimat și ele susținerea pentru politicile sale de toleranță etnică, deși a fost criticat, pe lângă comuniștii polonezi, și de către Bundul Muncitoresc Evreiesc⁠(d), și de extremiștii ucraineni, germani și lituanieni.
Pe scena internațională, papa Pius al XI-lea a ținut o ceremonie specială la 18 mai, la Sfântul Scaun, s-a ținut o comemorare și la sediul central al Ligii Națiunilor de la Geneva, și zeci de mesaje de condoleanțe au sosit în Polonia de la șefii de stat din întreaga lume, inclusiv de la Adolf Hitler din Germania, de la Iosif Stalin din Uniunea Sovietică, de la Benito Mussolini și de la regele Victor Emmanuel al III-lea din Italia, de la Albert Lebrun și Pierre-Étienne Flandin din Franța, de la Wilhelm Miklas din Austria, de la împăratul japonez Hirohito, și de la regele britanic George al V-lea.
Au avut loc ceremonii, liturghii și o enormă procesiune funerară; trenul funebru⁠(d) a străbătut toată Polonia. S-au emis o serie de cărți poștale, timbre și mărci poștale. În 1937, după doi ani de expunere în cripta Sf. Leonard din catedrala Wawel din Cracovia, trupul lui Piłsudski a fost înmormântat în cripta catedralei sub clopotul de argint, cu excepția creierului său, pe care el l-a oferit pentru studiu Universității Ștefan Batory, și a inimii lui, care a fost îngropată în mormântul mamei sale din cimitirul Rasos din Vilnius, unde este și astăzi.
Relocarea rămășițelor sale în 1937, efectuată de îndelungatul său adversar Adam Stefan Sapieha⁠(d), pe atunci arhiepiscop de Cracovia⁠(d), a incitat la proteste pe scară largă, inclusiv cu cereri de îndepărtare a lui Sapieha.

## Memoria
| “ | Nu am să vă dictez eu vouă ce să scrieți despre viața și munca mea. Vă rog doar să nu mă faceți să par un «smiorcăit și un sentimental». | ” |

La 13 mai 1935, în conformitate cu ultima dorință a lui Piłsudski, Edward Rydz-Śmigły a fost numit de către președintele și guvernul Poloniei în funcția de inspector general⁠(d) al Forțelor Armate Poloneze, iar la 10 noiembrie 1936, a fost ridicat la rangul de mareșal al Poloniei⁠(d). Rydz a fost unul dintre cei mai puternici oameni din Polonia, „al doilea om în stat după președinte”. Deși mulți l-au considerat pe Rydz-Śmigły un succesor al lui Piłsudski, el nu a devenit niciodată la fel de influent.
Cum guvernul polonez a devenit din ce în ce mai autoritar și conservator, facțiunea lui Rydz-Śmigły s-a opus celei mai moderate a lui Ignacy Mościcki, care a rămas președinte. După 1938, Rydz-Śmigły s-a reconciliat cu președintele, dar gruparea de guvernământ a rămas împărțită în „Oamenii Președintelui”, în cea mai mare parte civili („Grupul de la Castel”, după reședința oficială a președintelui, Castelul Regal din Varșovia), și „Oamenii Mareșalului” („coloneii lui Piłsudski⁠(d)”), militari de carieră și vechi tovarăși de arme ai lui Piłsudski. După invazia germană a Poloniei în 1939, o parte din această diviziune politică a supraviețuit și în guvernul polonez în exil.

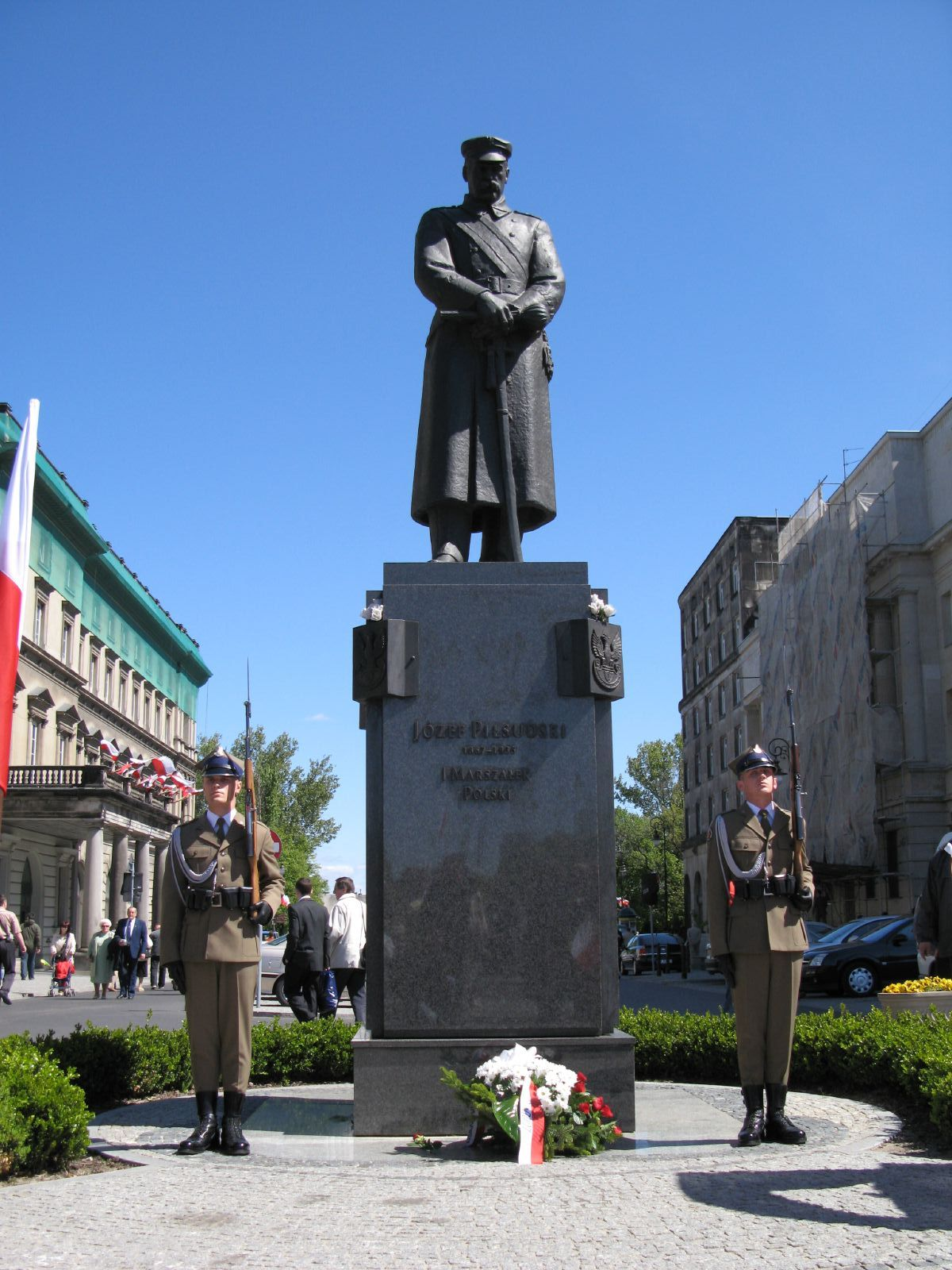
Statuia lui Piłsudski în Piața Piłsudski din Varșovia—una din multele grupuri statuare care îl omagiază în toată Polonia

Piłsudski a dat Poloniei ceva asemănător cu ceea ce medita personajul Onufry Zagłoba al lui Henryk Sienkiewicz: un Oliver Cromwell polonez. Ca atare, mareșalul atrăsese în mod inevitabil, atât loialități intense cât și intense demonizări.
În 1935, la înmormântarea lui Piłsudski, președintele Mościcki a cuvântat despre mareșal: „el a fost regele inimilor noastre și suveranul nostru. Pe parcursul a jumătate de secol al vieții sale, el a capturat inimă după inimă, suflet după suflet, până când a atras toată Polonia în purpura spiritului său regal ... El a dat Poloniei libertate, limite, putere și respect.”
După al Doilea Război Mondial, gândirea lui Piłsudski nu a influențat politicile Republicii Populare Polone, stat-satelit de facto al Uniunii Sovietice. În special, Polonia nu era în postura de a relua eforturile lui Piłsudski de a construi o federație Intermarium între Polonia și unii dintre vecinii săi; și un efort „prometeic” de a „rupe statul rus în principalele sale părți constitutive și de a emancipa de țările care au fost încorporate cu forța în imperiu,” nu ar fi fost posibil.
La un deceniu după al Doilea Război Mondial, Piłsudski a ajuns fie ignorat, fie condamnat de către guvernul comunist al Poloniei, împreună cu întreaga a Doua Republică poloneză interbelică. Acest lucru a început să se schimbe, cu toate acestea, în special după destalinizare⁠(d) și după Octombrie Polonez (1956), și istoriografia polonă a trecut treptat de la un pur vedere negativ asupra lui Piłsudski spre o viziune mai echilibrată și neutră.
După căderea comunismului și dezintegrarea în 1991 a Uniunii Sovietice, Piłsudski a ajuns din nou pentru să fie recunoscut public ca un erou național al Poloniei. La a șaizecea comemorare a moții sale, la 12 mai 1995, Sejmul Poloniei a adoptat o rezoluție: „Józef Piłsudski va rămâne în memoria națiunii noastre fondatorul independenței ei și conducătorul victorios care a evitat un atac străin care amenința întreaga Europă și civilizația. Józef Piłsudski a slujit bine țara și a intrat în istoria ei pentru totdeauna.”
În timp ce unele dintre mișcările politice ale lui Piłsudski rămân controversate, în special lovitura de stat din mai 1926, procesele de la Brest⁠(d) (1931-32), și înființarea lagărului de detenție Bereze Kartuska, precum și eșecurile succesive ale guvernelor poloneze de a formula politici coerente și constructive față de minoritățile naționale — Piłsudski continuă să fie privit de cei mai mulți polonezi drept o figură providențială în istoria de secol al XX-lea a țării.

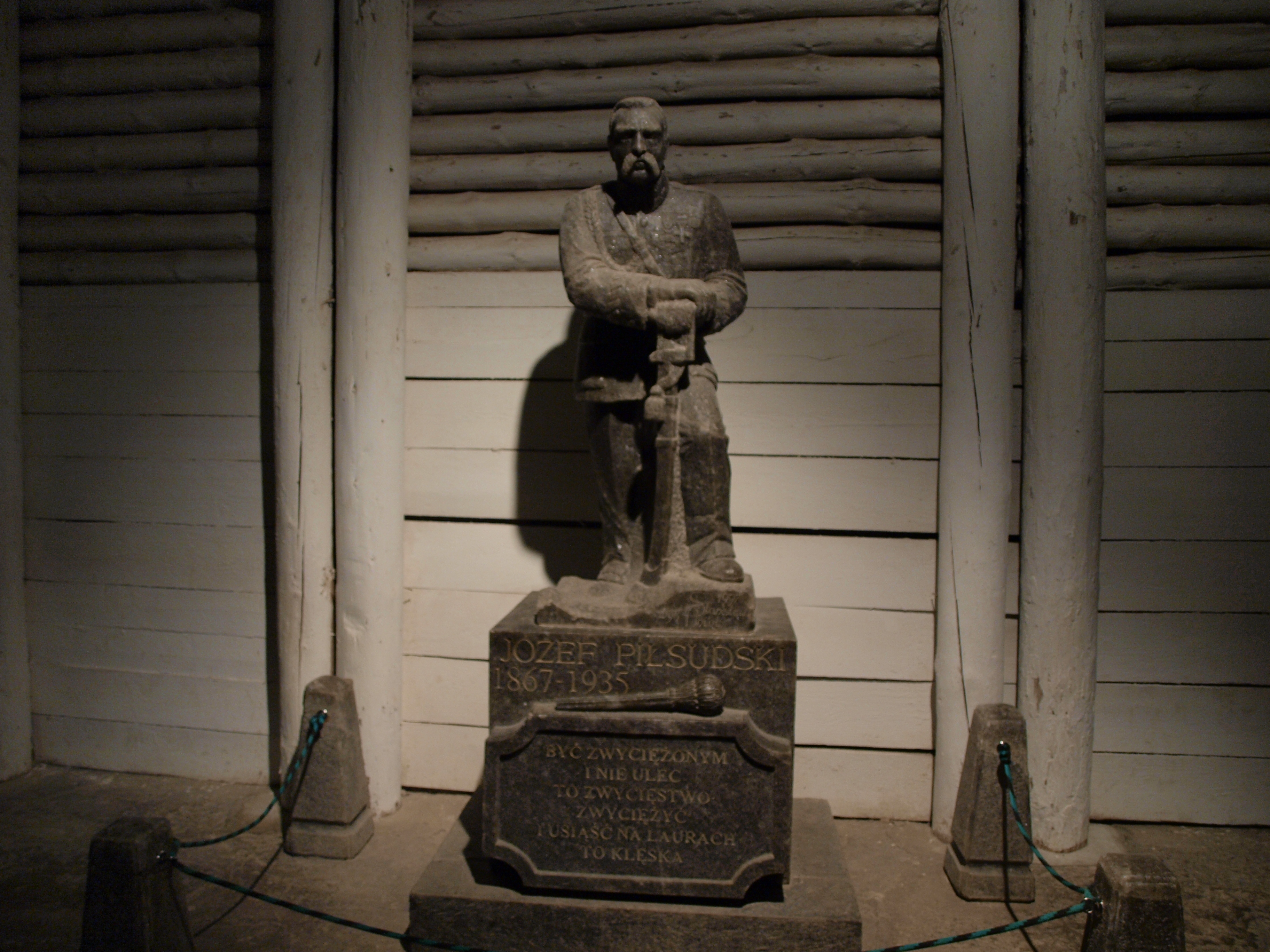
Statuia lui Józef Piłsudski, realizată în întregime din sare gemă, în Salina Wieliczka.

Piłsudski a împrumutat numele său mai multor unități militare, dintre care Legiunea 1 Infanterie și trenul blindat nr. 51 („I Marszałek”—„Primul Mareșal”).
Există și Movila lui Piłsudski⁠(d), una dintre cele patru movile⁠(d) artificiale din Cracovia; Institutul Józef Piłsudski al Americii⁠(d) din New York, un centru de cercetare și muzeu al istoriei moderne a Poloniei; Universitatea Józef Piłsudski de Educație Fizică de la Varșovia⁠(d); o navă de pasageri, MS Piłsudski; o canonieră, ORP Komendant Piłsudski; și un cal de curse, Pilsudski⁠(d). Aproape fiecare oraș polonez are o „stradă Piłsudski”. Prin contrast, sunt doar câteva străzi numite după rivalul său  național-democrat⁠(d)  Roman Dmowski, chiar și în fosta fortăreață politică a lui Dmowski din Polonia Mare. Sunt statui ale lui Piłsudski în multe orașe poloneze; cea mai mare densitate de astfel de statui memoriale se găsește în Varșovia, care are trei pe o arie relativ restrânsă, între Palatul Belweder, reședința lui Piłsudski, și Piața Piłsudski⁠(d).
El a făcut subiectul unor picturi ale unor artiști de renume, cum ar fi Jacek Malczewski (1916) și Wojciech Kossak (sprijinindu-se pe sabia lui, 1928; și călare pe calul său, Kasztanka⁠(d), 1928), precum și a numeroase caricaturi și fotografii.
Piłsudski a fost personaj în numeroase opere de ficțiune, cum ar fi romanul din 1922 Generał Barcz (General Barcz) de Juliusz Kaden-Bandrowski și romanul din 2007 Gheața⁠(d) (Lód) de Jacek Dukaj. Biblioteca Națională a Poloniei listează peste 500 de publicații referitoare la Piłsudski; Biblioteca Congresului SUA, peste 300. Viața lui Piłsudski a fost subiectul unui documentar polonez de televiziune, Marszałek Piłsudski, în regia lui Andrzej Trzos-Rastawiecki, lansat în 2001.
Există planuri de a transforma reședința oficială a lui Piłsudski, Palatul Belweder, care în prezent găzduiește o mică expoziție despre el, într-un muzeu dedicat memoriei sale.

## Strămoși
|  |                                       |  |  |  |  |  |  |  |  |  |  |  |  |  |  |  |
|  | Kazimierz Ludwik Piłsudski            |  |  |  |  |  |  |  |  |  |  |  |  |  |  |  |
|  |                                       |  |  |  |  |  |  |  |  |  |  |  |  |  |  |  |
|  |                                       |  |  |  |  |  |  |  |  |  |  |  |  |  |  |  |
|  | Kazimierz Piłsudski (1752 – ca. 1820) |  |  |  |  |  |  |  |  |  |  |  |  |  |  |  |
|  |                                       |  |  |  |  |  |  |  |  |  |  |  |  |  |  |  |
|  |                                       |  |  |  |  |  |  |  |  |  |  |  |  |  |  |  |
|  | Princess Rozalia Puzyna               |  |  |  |  |  |  |  |  |  |  |  |  |  |  |  |
|  |                                       |  |  |  |  |  |  |  |  |  |  |  |  |  |  |  |
|  |                                       |  |  |  |  |  |  |  |  |  |  |  |  |  |  |  |
|  | Piotr Paweł Piłsudski (1794–1851)     |  |  |  |  |  |  |  |  |  |  |  |  |  |  |  |
|  |                                       |  |  |  |  |  |  |  |  |  |  |  |  |  |  |  |
|  |                                       |  |  |  |  |  |  |  |  |  |  |  |  |  |  |  |
|  | Walerian Billewicz                    |  |  |  |  |  |  |  |  |  |  |  |  |  |  |  |
|  |                                       |  |  |  |  |  |  |  |  |  |  |  |  |  |  |  |
|  |                                       |  |  |  |  |  |  |  |  |  |  |  |  |  |  |  |
|  | Anna Billewicz (1761–1837)            |  |  |  |  |  |  |  |  |  |  |  |  |  |  |  |
|  |                                       |  |  |  |  |  |  |  |  |  |  |  |  |  |  |  |
|  |                                       |  |  |  |  |  |  |  |  |  |  |  |  |  |  |  |
|  | Princess Połubińska                   |  |  |  |  |  |  |  |  |  |  |  |  |  |  |  |
|  |                                       |  |  |  |  |  |  |  |  |  |  |  |  |  |  |  |
|  |                                       |  |  |  |  |  |  |  |  |  |  |  |  |  |  |  |
|  | Józef Wincenty Piłsudski (1833–1902)  |  |  |  |  |  |  |  |  |  |  |  |  |  |  |  |
|  |                                       |  |  |  |  |  |  |  |  |  |  |  |  |  |  |  |
|  |                                       |  |  |  |  |  |  |  |  |  |  |  |  |  |  |  |
|  | Ignacy Butler                         |  |  |  |  |  |  |  |  |  |  |  |  |  |  |  |
|  |                                       |  |  |  |  |  |  |  |  |  |  |  |  |  |  |  |
|  |                                       |  |  |  |  |  |  |  |  |  |  |  |  |  |  |  |
|  | Wincenty Butler (1771–1843)           |  |  |  |  |  |  |  |  |  |  |  |  |  |  |  |
|  |                                       |  |  |  |  |  |  |  |  |  |  |  |  |  |  |  |
|  |                                       |  |  |  |  |  |  |  |  |  |  |  |  |  |  |  |
|  | Elżbieta Kurszewska                   |  |  |  |  |  |  |  |  |  |  |  |  |  |  |  |
|  |                                       |  |  |  |  |  |  |  |  |  |  |  |  |  |  |  |
|  |                                       |  |  |  |  |  |  |  |  |  |  |  |  |  |  |  |
|  | Teodora Urszula Butler (1811–1886)    |  |  |  |  |  |  |  |  |  |  |  |  |  |  |  |
|  |                                       |  |  |  |  |  |  |  |  |  |  |  |  |  |  |  |
|  |                                       |  |  |  |  |  |  |  |  |  |  |  |  |  |  |  |
|  | Małgorzata Billewicz (??? – ca. 1861) |  |  |  |  |  |  |  |  |  |  |  |  |  |  |  |
|  |                                       |  |  |  |  |  |  |  |  |  |  |  |  |  |  |  |
|  |                                       |  |  |  |  |  |  |  |  |  |  |  |  |  |  |  |
|  | Józef Klemens Piłsudski (1867–1935)   |  |  |  |  |  |  |  |  |  |  |  |  |  |  |  |
|  |                                       |  |  |  |  |  |  |  |  |  |  |  |  |  |  |  |
|  |                                       |  |  |  |  |  |  |  |  |  |  |  |  |  |  |  |
|  | Adam Billewicz                        |  |  |  |  |  |  |  |  |  |  |  |  |  |  |  |
|  |                                       |  |  |  |  |  |  |  |  |  |  |  |  |  |  |  |
|  |                                       |  |  |  |  |  |  |  |  |  |  |  |  |  |  |  |
|  | Kacper Billewicz (??? – ca. 1840)     |  |  |  |  |  |  |  |  |  |  |  |  |  |  |  |
|  |                                       |  |  |  |  |  |  |  |  |  |  |  |  |  |  |  |
|  |                                       |  |  |  |  |  |  |  |  |  |  |  |  |  |  |  |
|  | Antoni Billewicz (1815–1860)          |  |  |  |  |  |  |  |  |  |  |  |  |  |  |  |
|  |                                       |  |  |  |  |  |  |  |  |  |  |  |  |  |  |  |
|  |                                       |  |  |  |  |  |  |  |  |  |  |  |  |  |  |  |
|  | Kownacka                              |  |  |  |  |  |  |  |  |  |  |  |  |  |  |  |
|  |                                       |  |  |  |  |  |  |  |  |  |  |  |  |  |  |  |
|  |                                       |  |  |  |  |  |  |  |  |  |  |  |  |  |  |  |
|  | Maria Billewicz (1842–1884)           |  |  |  |  |  |  |  |  |  |  |  |  |  |  |  |
|  |                                       |  |  |  |  |  |  |  |  |  |  |  |  |  |  |  |
|  |                                       |  |  |  |  |  |  |  |  |  |  |  |  |  |  |  |
|  | Joachim Michałowski (1744–1831)       |  |  |  |  |  |  |  |  |  |  |  |  |  |  |  |
|  |                                       |  |  |  |  |  |  |  |  |  |  |  |  |  |  |  |
|  |                                       |  |  |  |  |  |  |  |  |  |  |  |  |  |  |  |
|  | Wojciech Michałowski                  |  |  |  |  |  |  |  |  |  |  |  |  |  |  |  |
|  |                                       |  |  |  |  |  |  |  |  |  |  |  |  |  |  |  |
|  |                                       |  |  |  |  |  |  |  |  |  |  |  |  |  |  |  |
|  | Ludwika Taraszkiewicz (1784–1836)     |  |  |  |  |  |  |  |  |  |  |  |  |  |  |  |
|  |                                       |  |  |  |  |  |  |  |  |  |  |  |  |  |  |  |
|  |                                       |  |  |  |  |  |  |  |  |  |  |  |  |  |  |  |
|  | Helena Michałowska (??? – 1846)       |  |  |  |  |  |  |  |  |  |  |  |  |  |  |  |
|  |                                       |  |  |  |  |  |  |  |  |  |  |  |  |  |  |  |
|  |                                       |  |  |  |  |  |  |  |  |  |  |  |  |  |  |  |
|  | Wincenty Butler (1771–1843)           |  |  |  |  |  |  |  |  |  |  |  |  |  |  |  |
|  |                                       |  |  |  |  |  |  |  |  |  |  |  |  |  |  |  |
|  |                                       |  |  |  |  |  |  |  |  |  |  |  |  |  |  |  |
|  | Elżbieta Butler (??? – 1894)          |  |  |  |  |  |  |  |  |  |  |  |  |  |  |  |
|  |                                       |  |  |  |  |  |  |  |  |  |  |  |  |  |  |  |
|  |                                       |  |  |  |  |  |  |  |  |  |  |  |  |  |  |  |
|  | Małgorzata Billewicz (??? – ca. 1861) |  |  |  |  |  |  |  |  |  |  |  |  |  |  |  |
|  |                                       |  |  |  |  |  |  |  |  |  |  |  |  |  |  |  |
|  |                                       |  |  |  |  |  |  |  |  |  |  |  |  |  |  |  |

## Descendenți
Ambele fiice ale mareșalului Piłsudski s-au întors în Polonia în 1990, după căderea regimului comunist. Fiica Jadwigăi Piłsudska, Joanna Jaraczewska, s-a întors în Polonia în 1979. Ea s-a căsătorit cu activistul polonez din „Solidaritatea” Janusz Onyszkiewicz într-o închisoare politică în 1983. Ambele au fost foarte implicate în lupta poloneză împotriva comunismului între 1979 și 1989.